# Azerbeidzjan
Azerbeidzjan (uitspraak: [azɛrbɛɪˈdʒɑn]; Azerbeidzjaans: Azərbaycan), officieel de Republiek Azerbeidzjan (Azərbaycan Respublikası) is het grootste land in de Zuidelijke Kaukasus op de grens van Oost-Europa en West-Azië. Het grenst aan de Kaspische Zee in het oosten, Iran in het zuiden, Armenië in het westen, Georgië in het noordwesten en Rusland in het noorden. De Azerbeidzjaanse exclave Nachitsjevan grenst aan Iran in het zuid- en zuidwesten, Turkije in het westen en Armenië in het noordoosten. Ook tientallen eilanden in de Kaspische Zee behoren territoriaal gezien tot Azerbeidzjan.
De waterscheiding van de Grote Kaukasus, die het grootste deel van de noordgrens van Azerbeidzan vormt, wordt traditioneel beschouwd als de grens tussen Europa en Azië. De Democratische Republiek Azerbeidzjan, de eerste democratische en seculiere republiek in de islamitische wereld, werd opgericht in 1918, maar in 1920 werd het land door de Sovjet-Unie heroverd.
Azerbeidzjan herwon zijn onafhankelijkheid in 1991. In deze periode brak de oorlog in Nagorno-Karabach uit, waardoor Azerbeidzjan de controle verloor over Nagorno-Karabach en omliggende delen. In Nagorno-Karabach woonden vooral Armeniërs die de niet-erkende Republiek Artsach uitriepen. In 2023 werd Nagorno-Karabach weer onder Azerbeidzjaans gezag geplaatst na een korte militaire operatie. Azerbeidzjan is medeoprichter van de Organisatie van Turkse Staten.

## Geschiedenis

### Etymologie
De naam Azerbeidzjan (verouderd; Atropatene) zou zijn afgeleid van Atropates, een Medische satraap (= gouverneur) die heerste over Atropatenef in Iraans Azerbeidzjan. De naam Atropates is weer afgeleid uit het Oud-Perzisch en betekent "beschermd door vuur". Azerbeidzjan (of Azerbaycan) betekent letterlijk vertaald het land van de eeuwige vlammen oftewel het land van vuur. Dit verwijst naar plekken waar gas uit het gesteente ontsnapt en soms spontaan ontbrandt. Deze natuurlijke fakkels branden al eeuwen. Ook de traditionele religie, het zoroastrisme, verwijst het naar het land van de eeuwige vlammen. Het heilige boek Avesta van het zoroastrisme noemt Azerbeidzjan een heilig land. In hoofdstuk FravashiYasht staat: âterepâtahe ashaonô fravashîm ýazamaide, wat vrij vertaald uit het Avestisch betekent; "wij bidden de Fravashi aan van de heilige Atare-pata". Het gebied van de huidige republiek zou in de moderne geschiedenis de naam Azerbeidzjan krijgen.
De huidige republiek Azerbeidzjan vindt haar oorsprong in 1918, toen de Democratische Republiek Azerbeidzjan werd opgericht. De stichters van de republiek kozen voor de naam om zich te identificeren met Iraans Azerbeidzjan. De bedoeling hiervan was een claim te houden op het noorden van Iran, waar de meeste etnische Azerbeidzjanen leven.

### Oudheid

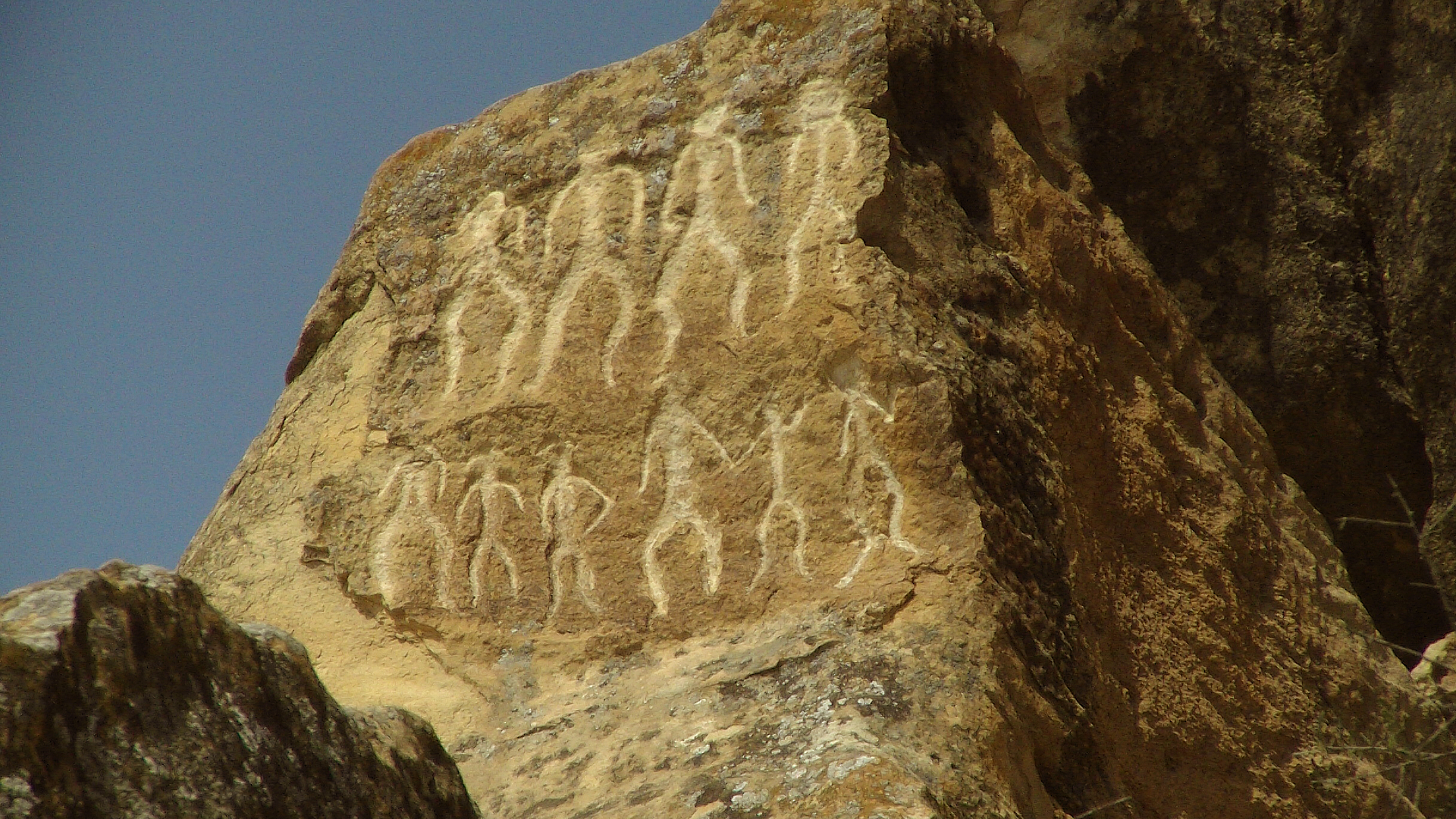
Petrogliefen in het Nationaal Park Gobustan, gedateerd op zo'n 12.000 jaar: het park is tot Werelderfgoed uitgeroepen door de UNESCO.

Het oudste bewijs van menselijke nederzettingen op het huidige grondgebied van Azerbeidzjan gaat terug naar het einde van de steentijd en is gerelateerd aan de Guruchaycultuur van de Grot van Azoch. De culturen van het paleolithicum en de late bronstijd zijn terug te vinden in de grotten van Tağılar, Damcılı, Zar en Yataq-yeri en in de necropolis van Leylatepe en Saraytepe.
De eerste nederzettingen werden gesticht door de Scythen in de 9e eeuw v.Chr.. Na de Scythen vielen de Meden Azerbeidzjan binnen en beheersten het gebied ten zuiden van de rivier de Aras. Het land maakte deel uit van het Medische rijk, daarna van het rijk van de Perzische Achaemeniden. Dit leidde tot de verspreiding van zoroastrisme.
Later werd Azerbeidzjan onder de naam Atropatene onderdeel van Alexander de Grotes Rijk en diens opvolger, het Seleucidische Rijk. De oorspronkelijke bewoners van het gebied, Kaukasische Albaniërs, vestigden een onafhankelijke koninkrijk rond de 4e eeuw v.Chr. Gedurende deze periode werd het zoroastrisme verspreid in de Kaukasus en Atropatene.

### Middeleeuwen

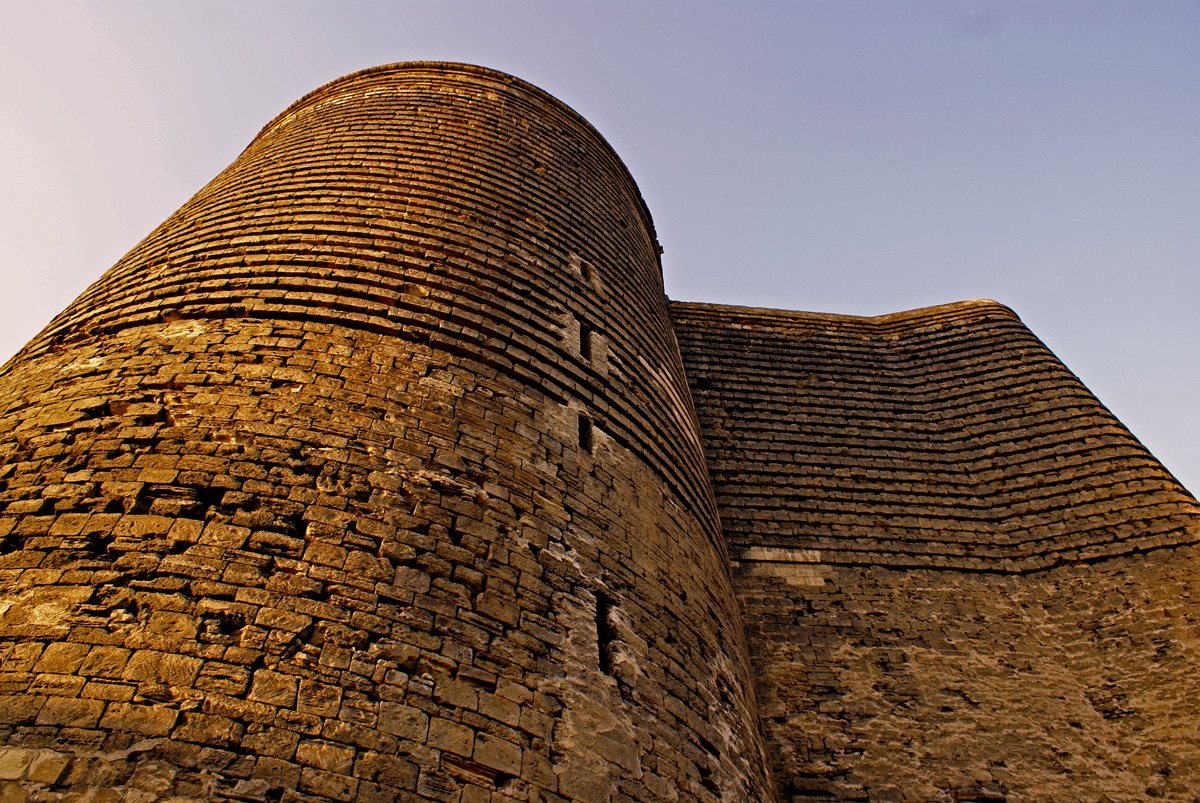
De Maagdentoren uit de 11e eeuw, in de hoofdstad Bakoe, is ook UNESCO-Werelderfgoed.

In 252 na Chr. maakte het Sassanidische Rijk een vazalstaat van Kaukasisch Albanië. In de 4e eeuw riep koning Urnayr het christendom uit tot officiële staatsgodsdienst van Kaukasische Albanië. Ondanks talloze veroveringen door de Sassaniden en Byzantijnen, bleef Kaukasisch Albanië een soevereine entiteit in de regio tot de 9e eeuw. De Omajjidische Arabieren versloegen de Sassaniden en Byzantijnen en nadat ze de christelijke opstand onder leiding van prins Javanshir hadden neergeslagen in 667, maakten ze een vazalstaat van Kaukasisch Albanië. Tussen de 9e en 10e eeuw begonnen Arabische schrijvers het gebied tussen de rivieren Koera en Aras aan te duiden als Arran. Vanuit Basra en Koefa kwamen in die tijd rijke Arabieren naar het gebied, waar ze een elite van landeigenaren begonnen te vormen. Toen kleine groepen Arabieren naar de steden Tabriz en Maragha van Iraans Azerbeidzjan trokken en de islam steeds verder doordrong, groeide het verzet en brak er tussen 816 en 837 een opstand uit onder leiding van de lokale zoastriër Babak. Afgezien van enkele gebieden waar het verzet nog lang bleef doorgaan, bekeerde het merendeel van de bevolking zich toch tot de islam. Nadat het Kalifaat van de Abbasiden zijn invloed verloren had, volgden andere islamitische clans die Azerbeidzjan gingen bewonen of overheersen, zoals de Sallariden, Sajiden, Sjaddadiden, Rawadiden en Boejiden. In het midden van de 11e eeuw werden de Arabieren verdreven door de Centraal-Aziatische Seltsjoeken, die het grootste deel van Zuidwest-Azië beheersten. Voor hun komst stroomden echter reeds nomadische Oğuzen het land binnen. De eerste Oguzische dynastie in het gebied waren de Ghaznaviden, die het gebied dat nu Azerbeidzjan wordt genoemd bezetten in 1030. Hiermee zette de turkificatie van Azerbeidzjan in, de West-Oguzische Turkse taal begon de eerdere Iraanse en Kaukasische talen te vervangen.
De Seltsjoeken beheersten hun gebieden door atabeys (Turks: atabegs), die in de praktijk vazallen vormden van de Seltsjoekse sultans en soms zelf de facto heersten over hun gebieden. Onder de Seltsjoeken volgde een opbloei van de Perzische literatuur door toedoen van lokale dichters als Nizami Ganjavi en Khaqani Shirvani. De daaropvolgende dynastie van de Mongoolse Jalayiriden duurde slechts kort en viel ten prooi aan de verwoestende veldtochten van Timoer Lenk. De heersende lokale dynastie van de Shirvansjah werd aangesteld als vazal van Timoers rijk en hielp hem in zijn strijd tegen de leider van de Gouden Horde, Tochtamysj. Na de dood van Timoer ontstonden er twee rivaliserende staten; Kara Koyunlu (het rijk van de zwarte schapen) en Ak Koyunlu (het rijk van de witte schapen), waarbij sultan Oezoen Hasan van Ak Koyunlu het gebied van Azerbeidzjan bestuurde. De lokale heersers van de Sjirvansjah-dynastie wisten als lokale heersers en vazallen tussen 861 en 1539 hun autonomie grotendeels te behouden.

### Moderne periode

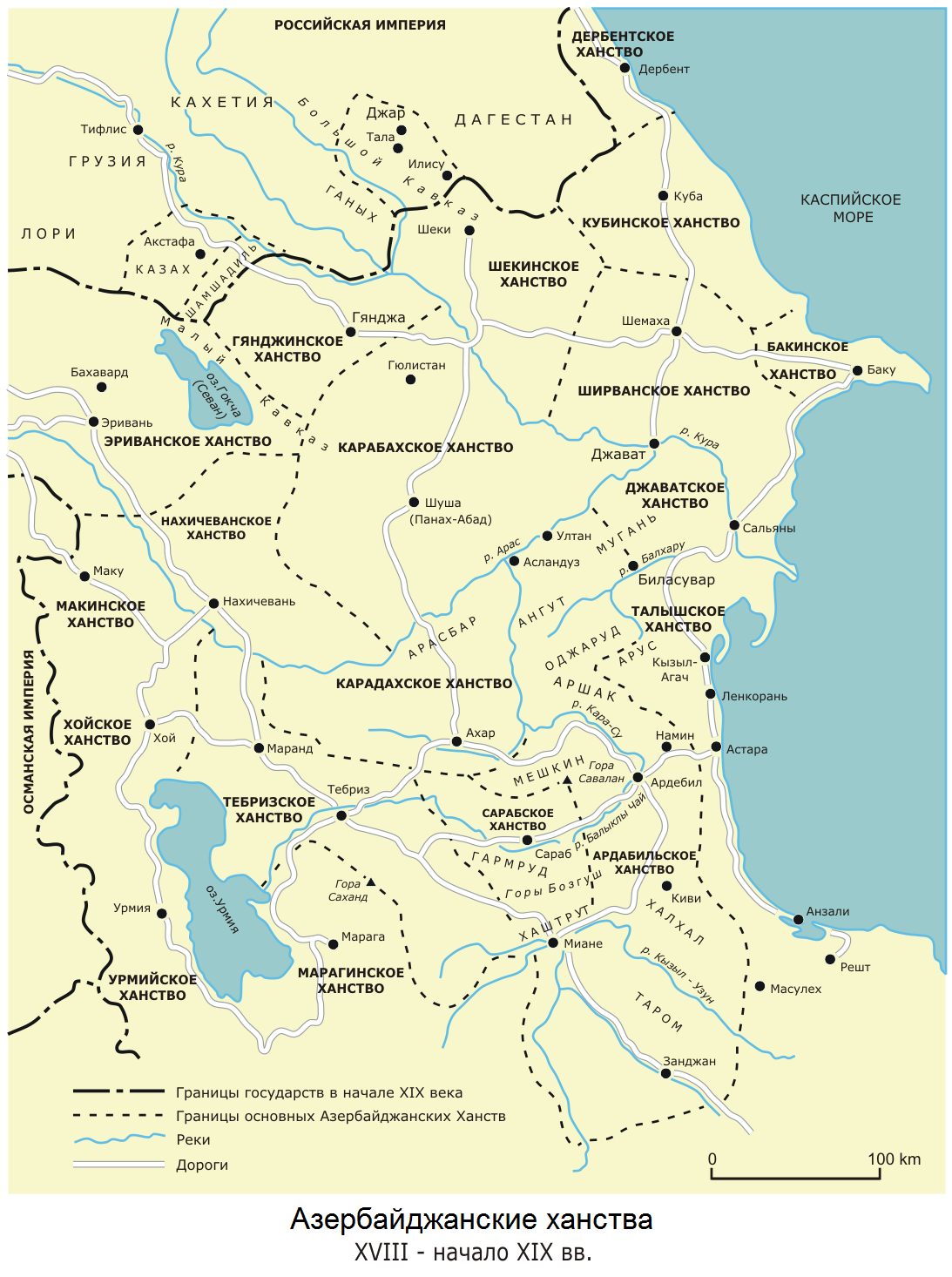
De Azerbeidzjaanse kanaten in de Zuidelijke Kaukasus en het noordelijke gedeelte van Perzië (18e-20e eeuw)

Na de val van de Safawiden rond 1722 ontstonden verscheidene kleine de facto zelfstandige kanaten in het Azerbeidzjaans gebied. Het gebied werd in deze periode geregeerd door de Iraanse dynastieën van Afsharid en Zand en kort door de Kadjaren. De korte en succesvolle Russische campagne van 1812 werd afgesloten met het Verdrag van Gulistan een jaar later. De claims van de Sjah op een deel van de kanaten van de Kaukasus dat voorheen in Russisch – en daarvoor allemaal in Iraans – bezit was, werden verworpen op grond van het feit dat de Azerbeidzjaanse kanaten al lang de facto onafhankelijk waren vóór de Russische bezetting.
De kanaten oefenden controle uit over de internationale handelsroutes tussen Centraal-Azië en het Westen. De kanaten verkeerden voortdurend in staat van oorlog onderling en konden zo geen vuist maken tegen de hen omringende mogendheden. Het Russische Rijk, dat door de Kaukasusoorlog zijn invloedssfeer steeds verder over de Kaukasus verspreid had, bereikte daarop ook het Azerbeidzjaans gebied. Aan de andere zijde verkreeg Nader Sjah, soms met behulp van de Russen, steeds meer macht en wist de Ottomanen terug te dringen uit de Kaukasus. Na de regeringsperiode van zijn opvolger Karim Khan kwam de dynastie van de Kadjaren in 1779 aan de macht. De Russische tsaren loerden echter op de Perzische bezittingen in de Kaukasus, hetgeen aanleiding gaf tot de Russisch-Iraanse Oorlogen, die uitmondden in het Verdrag van Gulistan (1813) en het Verdrag van Torkamanchai (1828). Bij het laatste verdrag werd Perzië gedwongen om het Kaukasische deel van het rijk (het Kanaat van Jerevan en Kanaat van Nachitsjevan en de overgebleven delen van het Kanaat van Talysh) op te geven en kwam Azerbeidzjan in handen van de Russen.

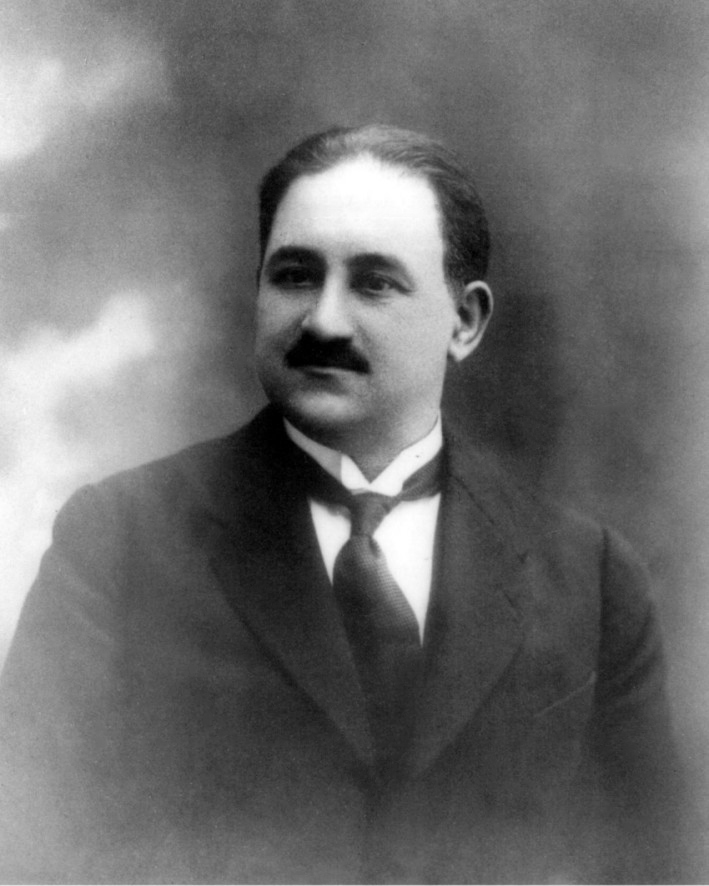
Mammed Amin Rasulzade was een van de leiders van de Azerbeidzjan Democratische Republiek in 1918 en wordt gezien als een van de grondleggers van Azerbeidzjan.

Na de ineenstorting van het Russische Rijk ten gevolge van de Russische Revolutie en de Russische Burgeroorlog richtte Azerbeidzjan op 22 april 1918 samen met Armenië en Georgië de mensjewistische Transkaukasische Democratische Federatieve Republiek op, maar reeds vijf weken later viel deze uiteen en verklaarde Azerbeidzjan zich onafhankelijk als de Democratische Republiek Azerbeidzjan (Azərbaycan Xalq Cümhuriyyəti). Het was de eerste seculiere democratische moslimstaat ter wereld. Onder de belangrijke prestaties van het land was het kiesrecht voor vrouwen, waarmee Azerbeidzjan de eerste moslimnatie was die vrouwen dezelfde politieke rechten verleende als die van mannen. Hiermee was Azerbeidzjan eerder dan het Verenigd Koninkrijk en de Verenigde Staten. Een ander belangrijk resultaat van de Azerbeidzjaanse Democratische Republiek was de oprichting van Staatsuniversiteit van Bakoe, de eerste moderne universiteit in het oostelijke moslimgebied.

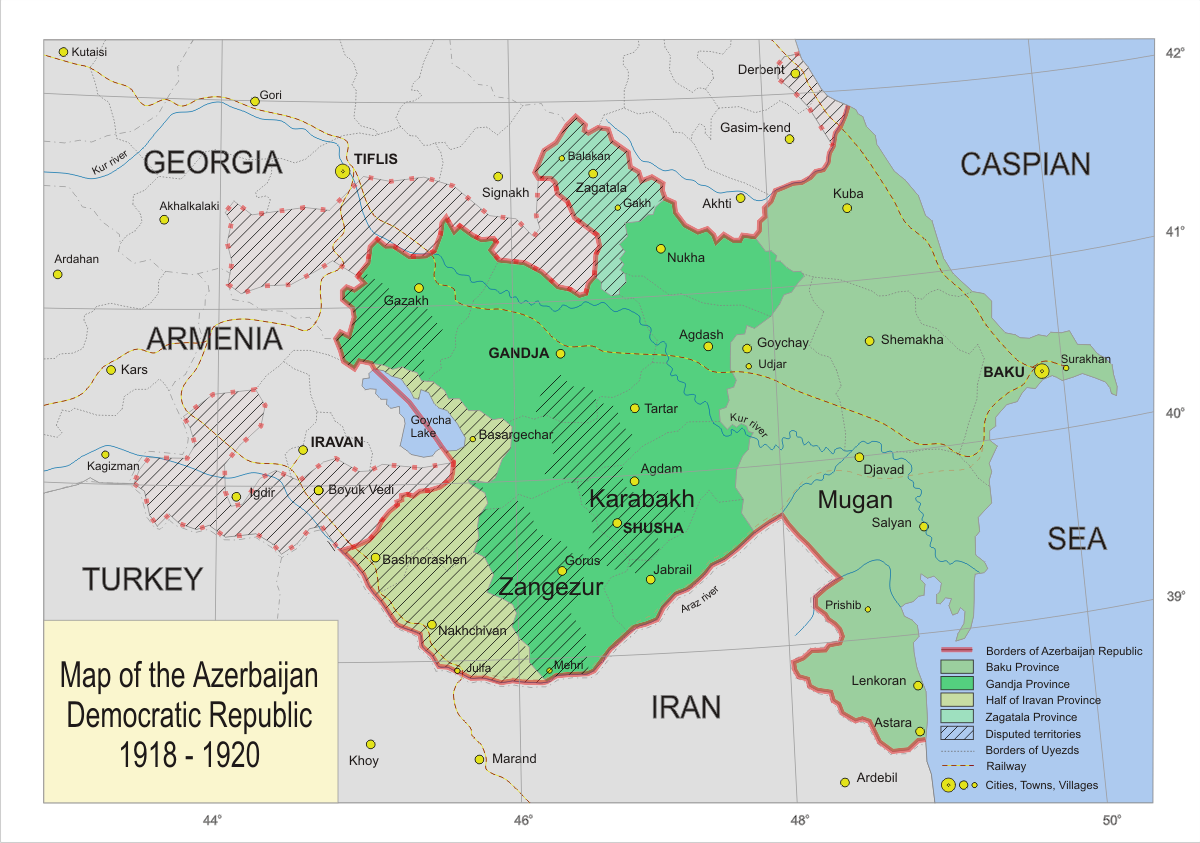
Schematische kaart van Azerbeidzjan na de Vredesconferentie van Parijs in 1919

In maart 1920 werd duidelijk dat de bolsjewistisch Rusland het strategisch belangrijke Bakoe zou aanvallen. Lenin beweerde dat deze invasie gerechtvaardigd was, omdat de Sovjets niet konden overleven zonder de olie uit Bakoe. De onafhankelijkheid van Azerbeidzjan duurde slechts 23 maanden. In april viel het Elfde Rode Leger het gebied binnen en veroverde het. Op 28 april werd in Bakoe de communistische Azerbeidzjaanse Socialistische Sovjetrepubliek opgericht. Hoewel het grootste deel van het nieuw gevormde Azerbeidzjaanse leger betrokken was bij het neerslaan van een Armeense opstand, die net was uitgebroken in Karabach, gaf Azerbeidzjan zijn onafhankelijkheid niet gemakkelijk op: ongeveer 20.000 Azerbeidzjaanse soldaten sneuvelden bij de Russische herovering van Azerbeidzjan.
Op 13 oktober 1921 tekenden de Sovjetrepublieken Armenië, Azerbeidzjan en Georgië met Turkije het Verdrag van Kars waarmee Nachitsjevan een autonome republiek binnen de Azerbeidzjaanse sovjetrepubliek werd. Armenië kreeg met dit verdrag Zangezoer en Turkije gaf de Armenen het gebied rond Gjoemri (Alexandropol) terug.
Tijdens de Tweede Wereldoorlog speelde Azerbeidzjan een cruciale rol in het strategisch energiebeleid van de Sovjet-Unie. De olievelden rond Bakoe waren een belangrijke hulpbron voor de strijdende partijen aan het Oostfront. Operatie Edelweiss, uitgevoerd door de Duitse Wehrmacht vanaf juni 1942, richtte zich op Bakoe, vanwege het belang van de energievelden van de Sovjet-Unie. Een vijfde van de Azerbeidzjanen vocht in de Tweede Wereldoorlog (1941-1945). Ongeveer 681.000 mensen, onder wie meer dan 100.000 vrouwen, gingen naar het front. Destijds bedroeg de totale bevolking van Azerbeidzjan 3,4 miljoen. Ongeveer 250.000 mensen uit Azerbeidzjan stierven in de Tweede Wereldoorlog. Meer dan 130 Azerbeidzjanen werden benoemd tot Helden van de Sovjet-Unie. De Azerbeidzjaanse generaal-majoor Azi Aslanov kreeg zelfs tot tweemaal toe die erkenning.
Naar aanleiding van de politieke hervormingen van de glasnost (= openheid) werd de roep om onafhankelijkheid eind jaren tachtig steeds sterker. Burgerlijke onrust en etnische conflicten begonnen in verscheidene regio's van de Sovjet-Unie, inclusief Nagorno-Karabach, dat een regio van de Azerbeidzjaanse SSR was. De onrust in Nagorno-Karabach en de frustratie over Moskous desinteresse in het probleem resulteerde in de roep om onafhankelijkheid in Azerbeidzjan. Dit wekte de woede van Michail Gorbatsjov op, die de noodtoestand in Bakoe uitriep. Bij de daarop volgende bestorming van de hoofdstad op 19 januari 1990 door het Rode Leger kwamen volgens de officiële verklaring van de Sovjetregering tussen de 133 en 137 burgers om het leven. Onofficiële bronnen claimen dat er minimaal 300 mensen omkwamen. Meer dan 800 mensen raakten gewond en 5 vermist. Elders in het land, in Neftçala en Lənkəran kwamen nog 26 mensen om het leven. Deze dag wordt in Azerbeidzjan gezien als Zwarte Januari: de wedergeboorte van Azerbeidzjaanse onafhankelijkheid. Later in 1990 haalde de Hoge Raad van de Azerbeidzjaanse SSR de woordcombinatie "Socialistische Sovjet" weg uit de titel. Hiermee werd de soevereiniteit van de Republiek Azerbeidzjan verklaard en de nationale vlag van de Azerbeidzjaanse Democratische Republiek werd hersteld als de staatsvlag. Op 18 oktober 1991 verklaarde de Hoge Raad van Azerbeidzjan zijn onafhankelijkheid, waarna het op 29 december 1991 nog een referendum hierover hield, drie dagen nadat Sovjet-Unie officieel ontbonden was.
De eerste jaren van onafhankelijkheid werden overschaduwd door de oorlog in Nagorno-Karabach met buurland Armenië. De bloedigste gebeurtenis was het bloedbad van Xocalı, waarbij 613 burgers, onder wie 106 vrouwen en 83 kinderen, werden afgeslacht door Armeense en Russische troepen. Naar schatting zijn er 30.000 mensen om het leven gekomen en meer dan een miljoen burgers verdreven uit Karabach. De VN-Veiligheidsraad heeft resoluties (822, 853, 874, en 884) opgeroepen voor "de terugtrekking van Armeense bezettingstroepen uit de bezette gebieden van de Azerbeidzjaanse Republiek." Op 12 mei 1994 werd een onofficieel wapenstilstandsakkoord ondertekend dat tot op heden geldt. Azerbeidzjan verloor de controle over 16% van zijn grondgebied, waaronder Nagorno-Karabach zelf. Ondanks de wapenstilstand worden soms wel schermutselingen gemeld tussen beide partijen. In april 2016 laaide het conflict op waarbij tientallen militairen om het leven kwamen. Het was een van de ergste uitbarstingen van geweld sinds de overeenkomst in 1994.
In 1993 werd de democratisch verkozen president Ebulfez Elçibəy afgezet door een militaire opstand onder leiding van kolonel Surət Hüseynov, wat ertoe leidde dat de voormalige leider van Sovjet-Azerbeidzjan, Heydər Əliyev aan de macht kwam. In 1994 deed Surət Hüseynov, toentertijd premier, een poging tot een militaire staatsgreep tegen Heydər Əliyev, maar hij werd gearresteerd en beschuldigd van landverraad. In 1995 werd een andere poging gedaan tot een staatsgreep tegen Əliyev door Rövşən Cavadov, commandant van de speciale politie-eenheid OMON. Deze poging mislukte eveneens, Cavadov kwam hierbij om het leven en de OMON werd ontbonden. Gedurende zijn presidentschap slaagde Əliyev erin om de werkloosheid in het land te verminderen, de georganiseerde misdaad aan te pakken en fundamentele instituties te hervormen tot een onafhankelijke staat. Hij bracht stabiliteit, vrede en grote buitenlandse investeringen. Tegelijkertijd werd het land echter bezoedeld door corruptie en bureaucratie. In oktober 1998 werd Əliyev herkozen voor een tweede termijn. Ondanks de sterk verbeterde economie, met name dankzij de exploitatie van het olieveld Azeri-Chirag-Guneshli en het gasveld Shah Deniz, werd Əliyevs presidentschap bekritiseerd wegens vermoedens van verkiezingsfraude en wijdverbreide corruptie. Heydər Əliyev werd ziek en in april 2003 stortte hij in op het politieke toneel, waarna hij niet meer publiekelijk zou verschijnen. In de zomer vertrok hij naar de Verenigde Staten, waar hij op de intensive care werd geplaatst. In augustus werd zijn zoon, İlham tot premier van het land benoemd. Omdat hij de zoon is van Heydər Əliyev, leek het vanzelfsprekend dat hij zijn vader zou opvolgen. De daaropvolgende presidentsverkiezingen van 15 oktober won hij en op 31 oktober aanvaardde hij het ambt van president, ondanks veel nationale en internationale kritiek. Het was de eerste dynastieke opvolging van dat niveau in een deel van de vroegere Sovjet-Unie. In december overleed zijn vader.

### Relatie met Armenië
De relatie met het buurland Armenië bleef ook na de wapenstilstand in het conflict rond Nagarno-Karabakh gespannen.

#### Gevechten in 2016
In 2016 brak een vierdaagse oorlog uit om Nagorno-Karabach. Het ging om de zwaarste gevechten sinds de oorlog in Nagorno-Karabach in de jaren '90. De frontlinie veranderde voor het eerst sinds 1994. Azerbeidzjan herkreeg de controle over een gebied van meerdere vierkante kilometers en twee strategische heuvels. Aan beide kanten vielen honderden doden.

#### Gevechten in juli 2020
In juli 2020 meldde Azerbeidzjan een schending van de wapenstilstand middels artilleriebeschietingen vanaf Armeens grondgebied op doelen in de Tovuz-regio, waarbij meerdere Azerbeidzjaanse militairen en een burger zouden zijn gedood. Armenië meldde eveneens beschietingen vanuit Azerbeidzjan. In het grensgeschil ziet Azerbeidzjan zich diplomatiek gesteund door Turkije en Armenië door Rusland.

#### Oorlog in 2020
Eind september in 2020 raakte Azerbeidzjan verwikkeld in een grootschalige oorlog met Armenië om Nagorno-Karabach. Azerbeidzjan wist een groot deel van haar grondgebied te heroveren tijdens de gevechten. Op 10 november 2020 werd een akkoord bereikt met Rusland en Armenië over een nieuwe wapenstilstand. Azerbeidzjan mocht de controle houden over heroverde gebieden en Armenië moest zich terugtrekken uit de bezette gebieden rond Nagorno-Karabach.

#### Gevechten in september 2022
In de nacht van 12 op 13 september in 2022 braken gevechten uit tussen Azerbeidzjaanse- en Armeense troepen langs de landgrenzen. In tegenstelling tot eerdere gevechten in Nagorno-Karabach braken gevechten uit langs de landgrenzen ten westen van Nagorno-Karabach. Azerbeidzjan lanceerde grootschalige aanvallen op Armeense posities langs de grens, omdat Armeense militairen grootschalige provocaties uit zouden voeren. Er zouden mijnen zijn geplant op militaire toevoerroutes en het vuur zou zijn geopend op Azerbeidzjaanse militairen. Op de eerste dag van de gevechten lag het dodental op 49 aan Armeense zijde en 50 aan Azerbeidzjaanse zijde.

#### Idem september 2023
In deze maand opende Azerbeidzjan een militair offensief tegen de zelfverklaarde Republiek Artsach. De aanval gold als een schending van het staakt-het-vuren-akkoord van 2020. Door bemiddeling van het Russische vredeshandhavingscommando in Nagorno-Karabach werd een staakt-het-vuren bereikt. In de daaropvolgende dagen vluchtten ruim 100.000 van de naar schatting 120.000 etnische Armeense bewoners in Nagorno-Karabach via de Laçın-corridor naar Armenië.

## Geografie
Het land is van de drie republieken in de Zuidelijke Kaukasus het minst bergachtig. Weliswaar ligt het in het noorden in de Grote Kaukasus en in het westen in de Kleine Kaukasus, maar het grootste deel van het land ligt in de Koera-Arasvlakte.
De totale lengte van de Azerbeidzjaanse grenzen bedraagt 2648 km, waarvan 1007 km met Armenië, 756 km met Iran, 480 km met Georgië, 390 km met Rusland en 15 km met Turkije. De kustlijn strekt zich uit over 800 km en de lengte van het breedste gedeelte van het Azerbeidzjaanse deel van de Kaspische Zee bedraagt 456 km. Het grondgebied van Azerbeidzjan strekt zich 400 km uit van noord naar zuid en 500 km van west naar oost.
Die drie bergketens zijn de Grote- en Kleine Kaukasus, en het Talyshgebergte. Samen vormen ze ongeveer 40% van het land.
Bijna de helft van alle moddervulkanen op aarde zijn geconcentreerd in Azerbeidzjan, die ook onder de genomineerden voor de Zeven Wereldwonderen staan.
Het grootste meer is het Sarysumeer met 67 km² en de langste rivier is de Koera met 1515 km. De vier belangrijkste eilanden van Azerbeidzjan in de Kaspische Zee beslaan een gezamenlijke oppervlakte van ruim dertig vierkante kilometer.
Sinds de onafhankelijkheid in 1991 heeft de Azerbeidzjaanse regering drastische maatregelen genomen om het milieu te behouden. De nationale bescherming van het milieu begon pas echt te verbeteren na 2001, toen de overheidsinkomsten stegen als gevolg van nieuwe inkomsten door diverse olie- en gaspijpleidingen, zoals de Bakoe-Tbilisi-Ceyhan-pijpleiding, de Bakoe-Soepsa pijpleiding en de Zuid-Kaukasus pijplijn. Binnen vier jaar verdubbelde het aantal beschermde gebieden en maakt het nu acht procent van het grondgebied van Azerbeidzjan uit. Na 2001 heeft de regering zeven grote reservaten opgericht en verdubbelde het budget voor de bescherming van het milieu. Het Nationaal Park Gobustan, in 2007 door de UNESCO tot Werelderfgoed verklaard, herbergt zowel de oude vlammen als rotstekeningen en moddervulkanen.

### Landschap

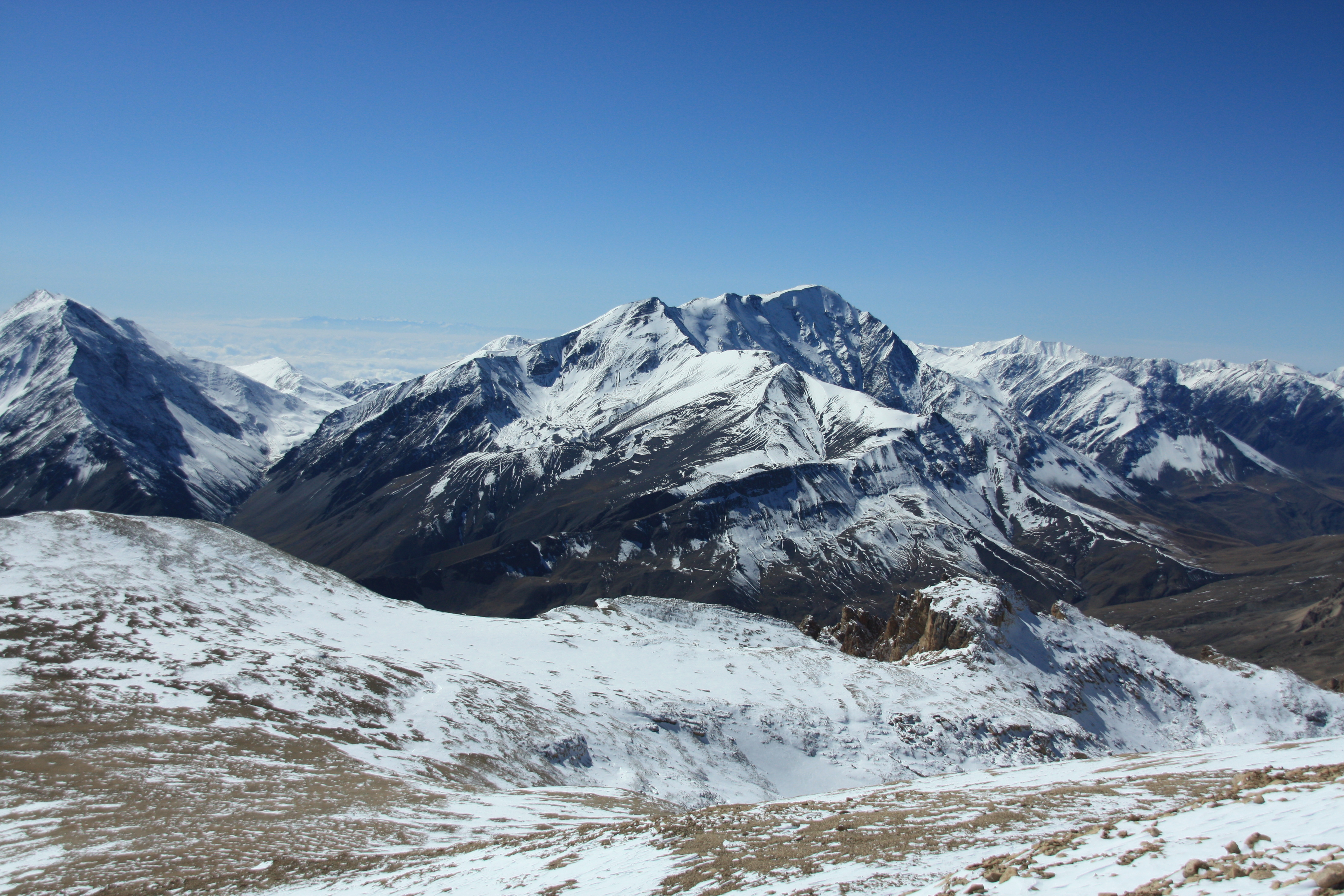
De Bazardüzüberg, de hoogste piek van Azerbeidzjan, gezien vanaf de Shahdaghberg

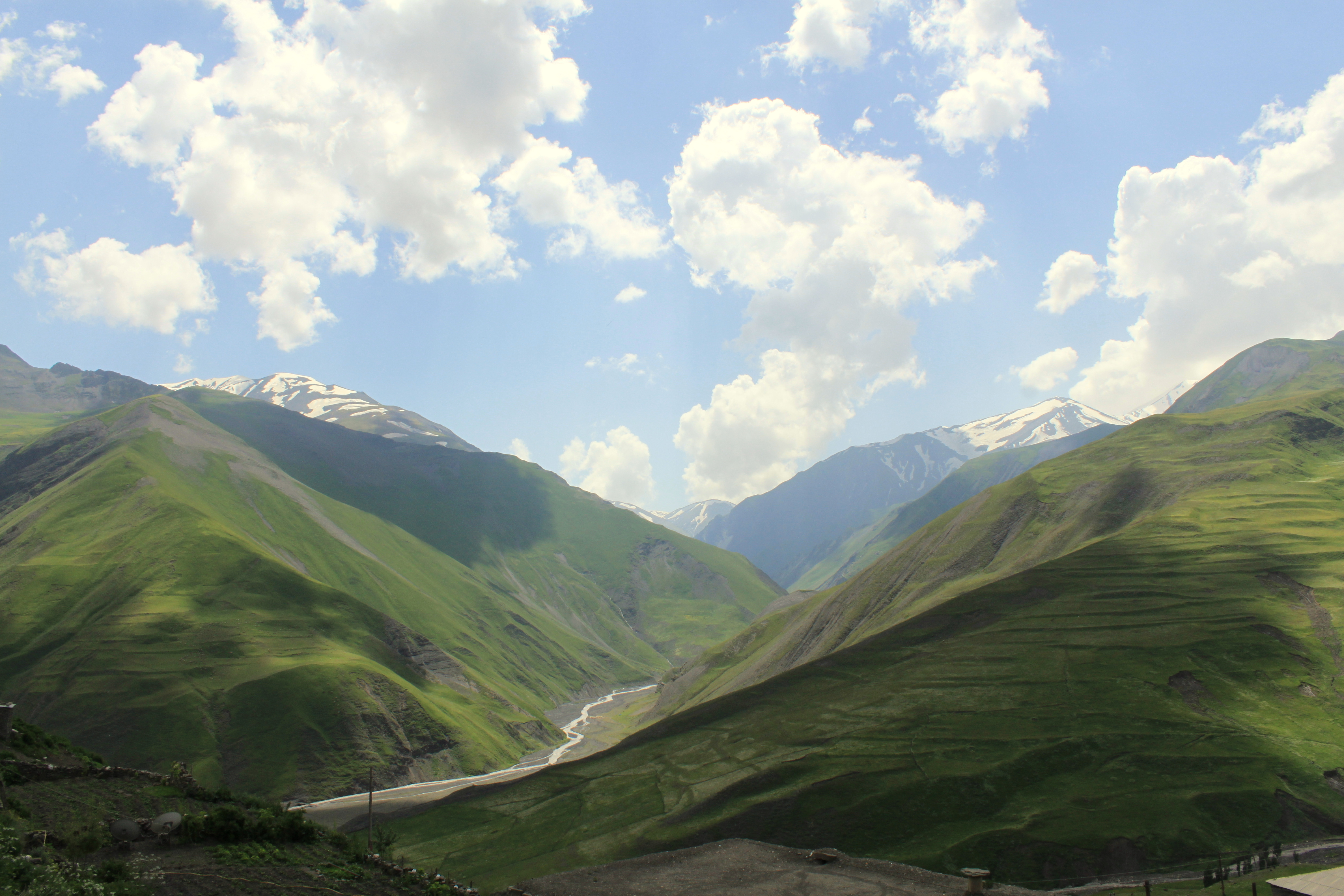
Het bergachtige landschap van Quba

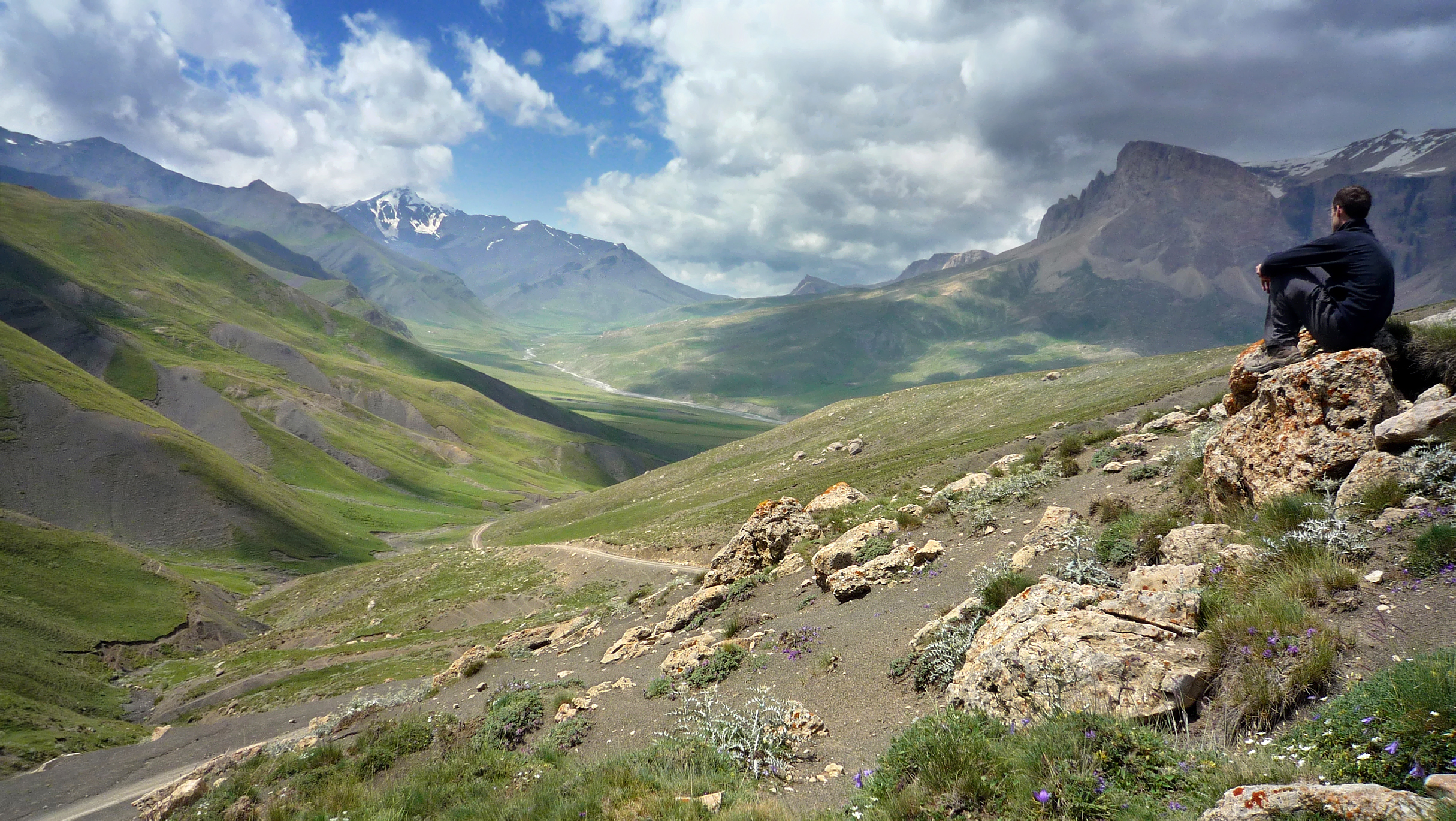
Het landschap van Khinalugvallei

Azerbeidzjan kenmerkt zich door de grote verscheidenheid aan landschappen. Meer dan de helft van de landmassa van Azerbeidzjan bestaat uit bergruggen, bergkammen en plateaus die oplopen tot een hoogte van 400 tot 1000 meter boven zeeniveau, met inbegrip van het Midden- en Nederlaagland. Op sommige plaatsen is de hoogte 100 tot 120 meter, en op nog andere 0 tot 50 meter en hoger (Qobustan en Apsjeron). De rest van het grondgebied van Azerbeidzjan bestaat uit vlakten en laaglanden. Hypsometrische plekken in de Kaukasusregio variëren van ongeveer −28 meter aan de Kaspische Zeekust tot 4466 meter (Bazardüzüpiek).
Rivieren en meren vormen het belangrijkste deel van de watersystemen in Azerbeidzjan. Ze zijn over een lange geologische tijdlijn gevormd. Dit blijkt met name uit restanten van oude rivieren die door het hele land gevonden zijn. De watersystemen veranderen voortdurend door de natuurlijke krachten en via menselijke industriële activiteiten. Kunstmatige rivieren zoals grachten en vijvers vormen een deel van de watersystemen.
Er zijn 8359 rivieren van diverse lengtes in Azerbeidzjan. 8188 van de rivieren zijn minder dan 25 kilometer lang en slechts 24 zijn langer dan 100 kilometer. Koera en Aras zijn de bekendste rivieren in Azerbeidzjan. De rivieren die rechtstreeks uitmonden in de Kaspische Zee, ontspringen vooral op de noordoostelijke helling van de Grote Kaukasus en het Talyshgebergte, en langs de laaglanden van Samur-Devechi en Lenkeran.
De watertoevoer in Azerbeidzjan is lager dan het gemiddelde in de wereld met ongeveer 100.000 m³ per jaar water per km². Alle grote waterreservoirs zijn gebouwd op de rivier de Koera. De hydrografie van Azerbeidzjan behoort in principe tot de Kaspische Zee.

### Klimaat
Het klimaat in Azerbeidzjan wordt beïnvloed door de koude Arctische luchtmassa's van het Scandinavische hogedrukgebied, gematigde van de Siberische anticycloon en Centraal-Aziatische anticycloon. Het afwisselende landschap van Azerbeidzjan wordt beïnvloed door de manier waarop de luchtmassa's het land binnenkomen.
De Grote Kaukasus beschermt het land tegen de directe invloed van koude luchtmassa's vanuit het noorden. Dat leidt tot een subtropisch klimaat op de meeste heuvels en vlakten van het land. Daarnaast baden de vlaktes en heuvels in fel zonlicht.
Negen van de elf bestaande klimaatzones zijn te vinden in Azerbeidzjan. Zowel de absolute minimumtemperatuur (−33 °C) als de absolute maximumtemperatuur (46 °C) zijn waargenomen in Culfa en Ordubad. De meeste jaarlijkse neerslag valt in Lankaran aan de voet van het Talyshgebergte (1600 tot 1800 mm) en de minste op het schiereiland Apsjeron (200 tot 350 mm).

### Biodiversiteit

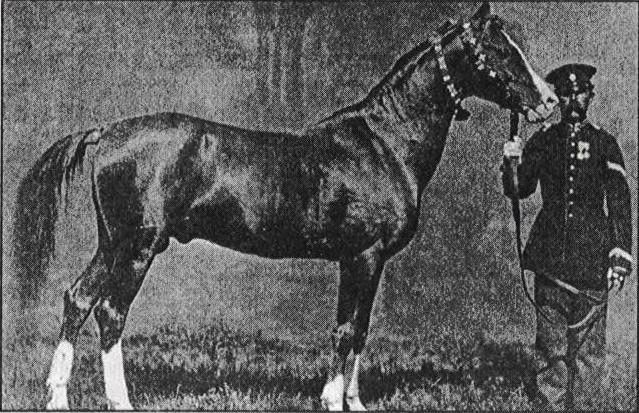
Een Karabachpaard

In Azerbeidzjan komen officieel 106 soorten zoogdieren voor, 97 soorten vissen en 363 soorten vogels. Tevens komen er 11 soorten amfibieën voor, waarvan 2 soorten salamanders en 9 soorten kikkers. Er komen 60 verschillende reptielen voor in Azerbeidzjan, waarvan 24 soorten tot de hagedissen behoren, 32 soorten tot de slangen en er komen vier soorten schildpadden voor.
Het Karabachpaard is aan te merken als het nationale dier van Azerbeidzjan: het is een bergsteppe race- en rijpaard. Het paard heeft een goede reputatie door zijn rustige karakter, snelheid, elegantie en intelligentie. Het is een van de oudste paardenrassen, met voorouders uit de oude wereld. Het paard is in de 5e eeuw vernoemd naar het plaats waar het oorspronkelijk vandaan komt, het Azerbeidzjaanse Karabach.
De flora in Azerbeidzjan telt meer dan 4.500 soorten hogere planten. Vanwege het subtropische klimaat van Azerbeidzjan is de flora er veel soortenrijker in vergelijking met andere republieken van de Zuidelijke Kaukasus. Ongeveer 67% van de plantensoorten die in de gehele Kaukasus voorkomen is in Azerbeidzjan te vinden.

## Bestuur en samenleving

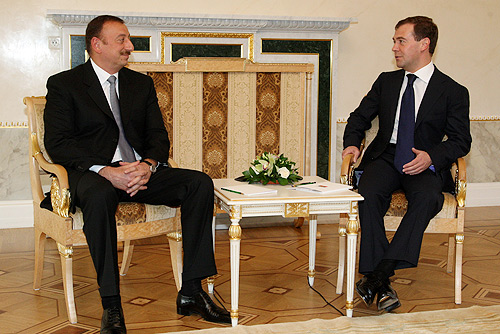
De president van Azerbeidzjan, İlham Əliyev, met de Russische president, Dmitri Medvedev, tijdens de GOS-top in Strelna (2008)

De structuur van het politieke systeem in Azerbeidzjan werd op 12 november 1995 vastgesteld door de nieuwe grondwet, waarbij werd vastgesteld dat het land de wettelijke opvolger is van de Democratische Republiek Azerbeidzjan. Volgens artikel 23 van de grondwet, zijn de symbolen van de staat Republiek Azerbeidzjan: de vlag, het wapen en het volkslied. De staatsmacht wordt alleen beperkt door de wet voor de interne problemen, maar voor internationale aangelegenheden wordt het bovendien ook beperkt door de bepalingen van internationale overeenkomsten.
De regering van Azerbeidzjan is gebaseerd op de scheiding van machten tussen de wetgevende, uitvoerende en rechterlijke macht. De wetgevende macht is in handen van het eenkamerstelsel bestaande uit het Nationale Congres en het Hoge Nationale Congres in de autonome Republiek Nachitsjevan. Parlementsverkiezingen worden om de vijf jaar gehouden, meer bepaald op de eerste zondag van november. De Nieuw Azerbeidzjan Partij en onafhankelijke aanhangers van de heersende regering beschikken momenteel bijna over alle 125 parlementszetels. Bij de parlementsverkiezingen in 2010 wisten de oppositiepartijen, Musavat en de Azerbeidzjaanse Volksfront Partij, geen enkele zetel te winnen. Europese observators vonden tal van onregelmatigheden in de aanloop naar de verkiezingen en op de verkiezingsdag, maar dit werd niet verder onderzocht.
De uitvoerende macht is in handen van de president, die rechtstreekse verkozen wordt via verkiezingen voor een termijn van zeven jaar. De president is gemachtigd om het kabinet te vormen, een inferieur uitvoerend orgaan. Het kabinet van Azerbeidzjan bestaat voornamelijk uit de premier, zijn afgevaardigden en ministers. De president heeft niet het recht om de Nationale Congres te ontbinden, maar hij heeft het vetorecht. Om de presidentiële veto te overschrijven, moet het parlement een meerderheid van 95 stemmen hebben. De rechterlijke macht berust bij het Grondwettelijk Hof, het Hooggerechtshof en het Economisch Hof. De voorzitter benoemt de rechters in deze rechtbanken.
De Veiligheidsraad is het overlegorgaan van de president, en hij organiseert het volgens de grondwet. Het werd op 10 april 1997 opgericht. De administratieve afdeling maakt geen deel uit van het kantoor van de president, maar beheert de financiële, technische en financiële activiteiten van zowel de president en zijn kantoor.
Hoewel Azerbeidzjan diverse verkiezingen heeft gehad sinds het herstel van zijn onafhankelijkheid en het veel van de formele instituties van de democratie heeft, bleef het geclassificeerd als "deels vrij" in de rapport van de Freedom House 2009.
Ondanks dat Azerbeidzjan op papier veel lijkt op moderne democratieën, wordt het bestuur van het land anno 2020 beschouwd als dictatoriaal. Bekende indexen voor democratie als Freedom House en de Economist Intelligence Unit (EIU) omschrijven de Azerbeidzjaanse samenleving en pers als 'onvrij' en de regering als 'autoritair'. In de scores voor democratie en persvrijheid staat het land in recente jaren bijna helemaal onderaan. De Democracy Index van de Julius Maximilians-Universiteit in Würzburg plaatste het land in 2020 op de plek 157 van de 175, in de categorie 'harde autocratieën'. Freedom House gaf Azerbeidzjan in 2021 een score van 9 van de 100 en ziet het land als 'onvrij.' De EIU beschreef Azerbeidzjan in 2021 als een van de minst vrije landen in de regio van de Kaukasus en Centraal-Azië. Verslaggevers Zonder Grenzen plaatste Azerbeidzjan in 2022 op plek 154 van de 180 in hun ranglijst voor persvrijheid en veiligheid van verslaggevers.

### Buitenlandse betrekkingen

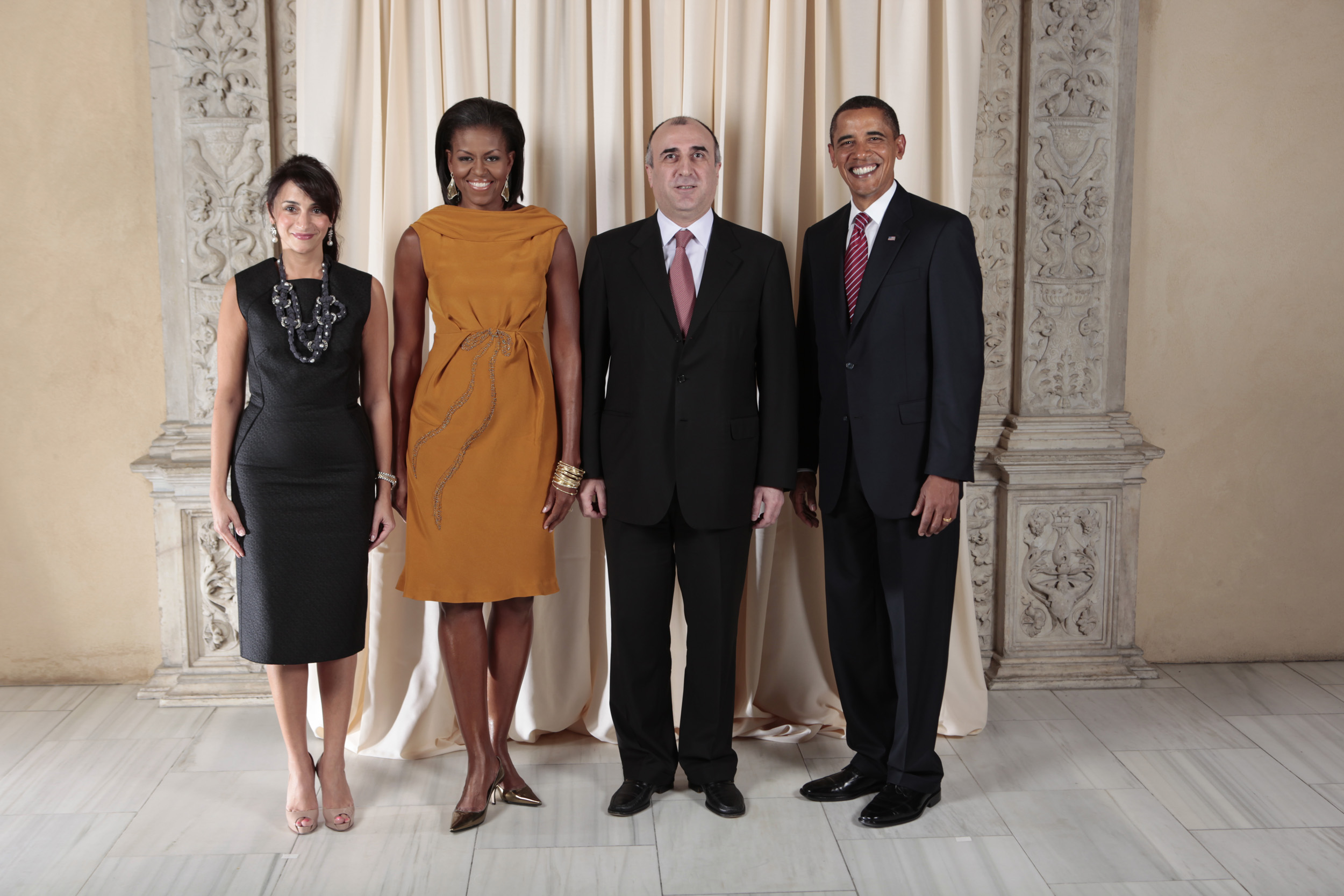
Minister van Buitenlandse Zaken Elmar Mammadyarov en zijn echtgenote met de toenmalige president van de Verenigde Staten Barack Obama en first lady Michelle Obama

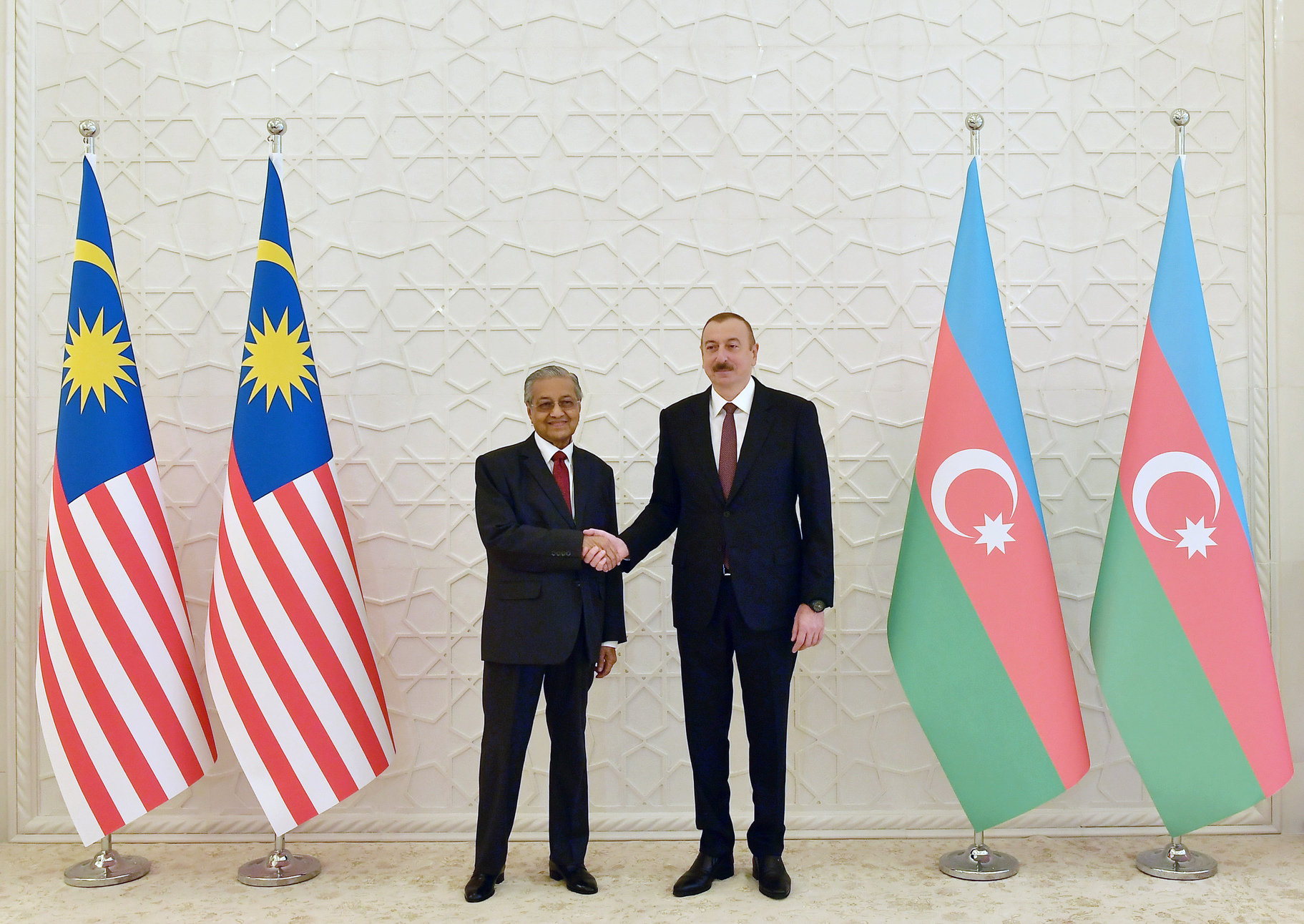
İlham Əliyev en de Maleisische premier Mahathir Mohammed (26 oktober 2019)

De Azerbeidzjan Democratische Republiek slaagde er na de oprichting in 1918 in om diplomatieke banden aan te knopen met zes landen. Ook werden diplomatieke gezanten naar Duitsland en Finland gezonden. In 1920 werd de republiek ingelijfd bij de Sovjet-Unie. De internationale erkenning van de onafhankelijkheid van Azerbeidzjan na het uiteenvallen van de Sovjet-Unie duurde ongeveer een jaar. De eerste volledige diplomatieke banden, met inbegrip van wederzijdse uitwisseling van ambassadeurs of consuls, werden aangeknoopt met Turkije, Pakistan, de Verenigde Staten, Iran en Israël. Azerbeidzjan heeft een bijzondere nadruk gelegd op de 'speciale relatie' met Turkije.
Azerbeidzjan onderhoudt met 158 landen diplomatieke relaties en is lid van 38 internationale organisaties. Het land heeft de status van waarnemer in de Beweging van Niet-Gebonden Landen en het Wereldhandelsorganisatie en is een correspondent bij de Internationale Telecommunicatie-unie. Op 9 mei 2006 werd Azerbeidzjan toegelaten tot het lidmaatschap van de Mensenrechtenraad van de Algemene Vergadering van de Verenigde Naties. De ambtsperiode begon op 19 juni 2006.
Prioriteiten van het buitenlands beleid van Azerbeidzjan zijn het herstel van de territoriale integriteit; wederopbouw van de gevolgen van het verlies van Nagorno-Karabach en zeven andere regio's van Azerbeidzjan; ontwikkeling van goed nabuurschap en wederzijds gunstige relaties met de buurlanden, bevordering van veiligheid en stabiliteit in de regio; integratie in Europese en trans-Atlantische veiligheid en samenwerking structuren en bevordering van transregionale projecten van economie, energie en transport.
De Azerbeidzjaanse regering verklaarde eind 2007 dat het al lang bestaande dispuut over het door Armenië bezette grondgebied van Nagorno-Karabach en zeven andere regio's van Azerbeidzjan vrijwel zeker tot een nieuwe oorlog zal leiden als dit conflict onopgelost blijft. De regering vergrootte vervolgens haar militaire inspanningen. Bovendien zijn er gezamenlijk met Turkije economische sancties en blokkades die druk uitoefenen op de Armeense economie. Ze leiden tot stijgende prijzen voor basisproducten en andere financiële nadelen voor de Armeense staat.
Azerbeidzjan is een actief lid van internationale coalities ter bestrijding van het internationale terrorisme. Het land heeft bijgedragen aan de vredesoperaties in Kosovo, Afghanistan en Irak. Azerbeidzjan is een actief lid van het NAVO-programma Partnerschap voor vrede. Het onderhoudt ook goede banden met de Europese Unie en kan ooit om lidmaatschap verzoeken. Azerbeidzjan zal vanaf 2012 in de Veiligheidsraad van de Verenigde Naties zetelen.

### Bestuurlijke indeling
Azerbeidzjan is ingedeeld in 10 economische regio's zonder bestuurlijke rol, 66 rayons of districten en 77 steden, waarvan er 11 rechtstreeks onder het gezag van de republiek staan. Onder Azerbeidzjan valt ook de autonome republiek Nachitsjevan. De president van Azerbeidzjan benoemt de gouverneurs van deze autonome republiek, terwijl de regering van Nachitsjevan wordt gekozen en goedgekeurd door het lokale parlement. Nachitsjevan bestaat dan weer uit zeven districten en een stad.
Andere bestuurlijk territoriale eenheden vormen de 257 nederzettingen (=qəsəbəsi).

### Defensie

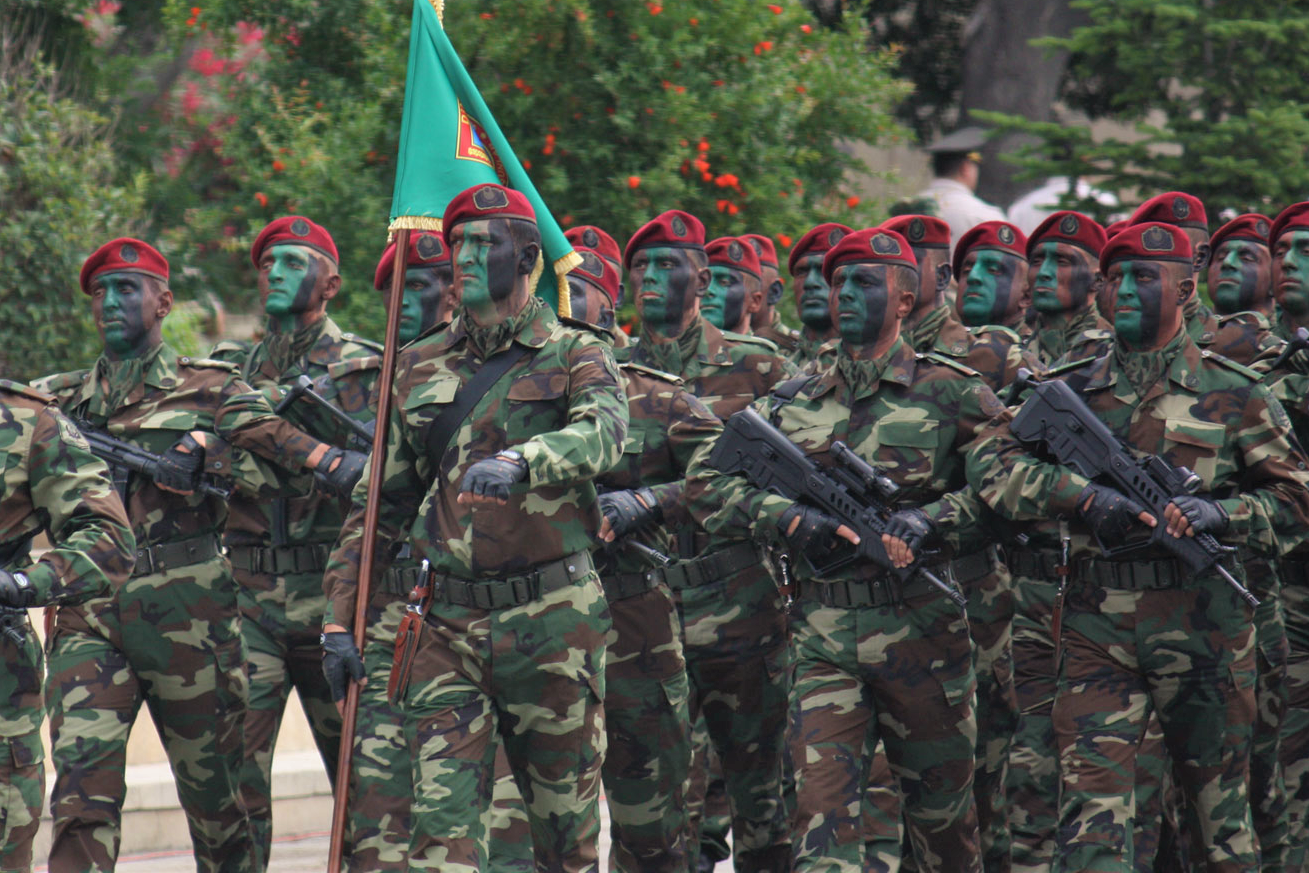
Azerbeidzjaanse Speciale Eenheden tijdens een militaire parade in Bakoe (2011)

De geschiedenis van de moderne Azerbeidzjaanse krijgsmacht voert terug tot de Azerbeidzjan Democratische Republiek in 1918, toen het Nationaal Leger op 26 juni 1918 werd opgericht. Toen Azerbeidzjan onafhankelijk werd na de val van de Sovjet-Unie, creëerde de Azerbeidzjaanse Republiek haar strijdkrachten volgens de wet op 9 oktober 1991. De oorspronkelijke datum van de oprichting van de Azerbeidzjaanse Strijdkrachten wordt gevierd als Dag van het Leger (26 juni) in het huidige Azerbeidzjan.
De strijdmacht van Azerbeidzjan bestaat uit 95.000 man en er zijn daarnaast ook 17.000 paramilitaire troepen paraat. De strijdkrachten bestaan uit drie componenten: de landmacht, de luchtmacht en de marine. Daarnaast zijn er verscheidene militaire subgroepen die kunnen worden ingeschakeld bij de landsverdediging zoals de grenswacht en kustwacht. Vervolgens is er de Nationale Garde, die bestaat uit paramilitaire troepen en werkt als een semionafhankelijke entiteit die rechtstreeks onder bevel van de president staat.
Azerbeidzjan heeft zich verbonden aan het Verdrag inzake Conventionele Strijdkrachten in Europa en heeft alle belangrijke internationale wapenverdragen ondertekend. Azerbeidzjan werkt nauw samen met de NAVO in programma's zoals het partnerschap voor vrede en het Individuele Partnerschap Actie Plan. Het land heeft 151 militairen ingezet voor de vredesmacht in Irak en nog eens 184 in Afghanistan.
Het defensiebudget van Azerbeidzjan voor 2011 bedraagt 4,46 miljard USD. De Azerbeidzjaanse defensie-industrie produceert handvuurwapens, artillerie, tanks, pantserwagens, vliegtuigbommen, onbemande voertuigen, diverse militaire voertuigen en militaire vliegtuigen en helikopters.

## Economie

### Algemeen
Net als andere landen in de regio had het land het economisch moeilijk de eerste jaren na het uiteenvallen van de Sovjet-Unie. De inflatie was hoog en er was sprake van significante economische krimp. Azerbeidzjan kwam er snel bovenop door de aanwezigheid van olie en het openen van de grenzen voor buitenlandse investeerders in de sector. Buitenlands kapitaal kwam het land in om de noodzakelijke investeringen te financieren en later begon de oliestroom aan te zwellen. De sterke stijging van de olieprijs na 2003, met alleen een dip in 2009, leidde tot hoge exportopbrengsten, meer inkomsten voor de staat en een snel groeiende economie. De economie toonde tekenen van de "Hollandse ziekte". Door de snel groeiende energiesector, die de inflatie veroorzaakt, en zo wordt de export van andere, niet-energie gerelateerde, producten duurder. Azerbeidzjan is nog sterk afhankelijk van de productie van aardolie en de olieprijsontwikkeling. Het effect van scherpe veranderingen in de prijs van olie is duidelijk zichtbaar, zoals in 2015 toen de olieprijs halveerde en in 2022 toen de prijs juist sterk steeg.
| Jaar | BBP (in miljarden US$) | BBP per hoofd (in US$) | Reële groei (% mut JoJ) | Inflatie (% mut JoJ) | Saldo overheid-begroting (in % BBP) | Bruto staatsschuld (in % BBP) | Saldo lopende rekening (in % BBP) | Olieproductie (×1000 vaten per dag) |
| ---- | ---------------------- | ---------------------- | ----------------------- | -------------------- | ----------------------------------- | ----------------------------- | --------------------------------- | ----------------------------------- |
| 1995 | 2,4                    | 313                    | −13,0%                  | 411,8%               | −4,8%                               | 19,2%                         | −13,2%                            | 185                                 |
| 2000 | 5,3                    | 648                    | 6,2%                    | 1,8%                 | 2,7%                                | 22,8%                         | −3,5%                             | 281                                 |
| 2005 | 13,2                   | 1538                   | 26,4%                   | 9,7%                 | 2,6%                                | 13,3%                         | 1,3%                              | 445                                 |
| 2010 | 52,9                   | 5881                   | 5,0%                    | 5,7%                 | 13,8%                               | 5,0%                          | 28,4%                             | 1023                                |
| 2015 | 53,0                   | 5525                   | 1,1%                    | 4,0%                 | −4,8%                               | 18,0%                         | −0,4%                             | 841                                 |
| 2020 | 42,7                   | 4280                   | −4,2%                   | 2,8%                 | −6,4%                               | 21,3%                         | −0,5%                             | 703                                 |
| 2021 | 54,8                   | 5468                   | 5,6%                    | 6,7%                 | 4,2%                                | 26,3%                         | 15,1%                             | 708                                 |
| 2022 | 78,7                   | 7823                   | 4,6%                    | 13,9%                | 6,0%                                | 17,3%                         | 29,8%                             | 669                                 |

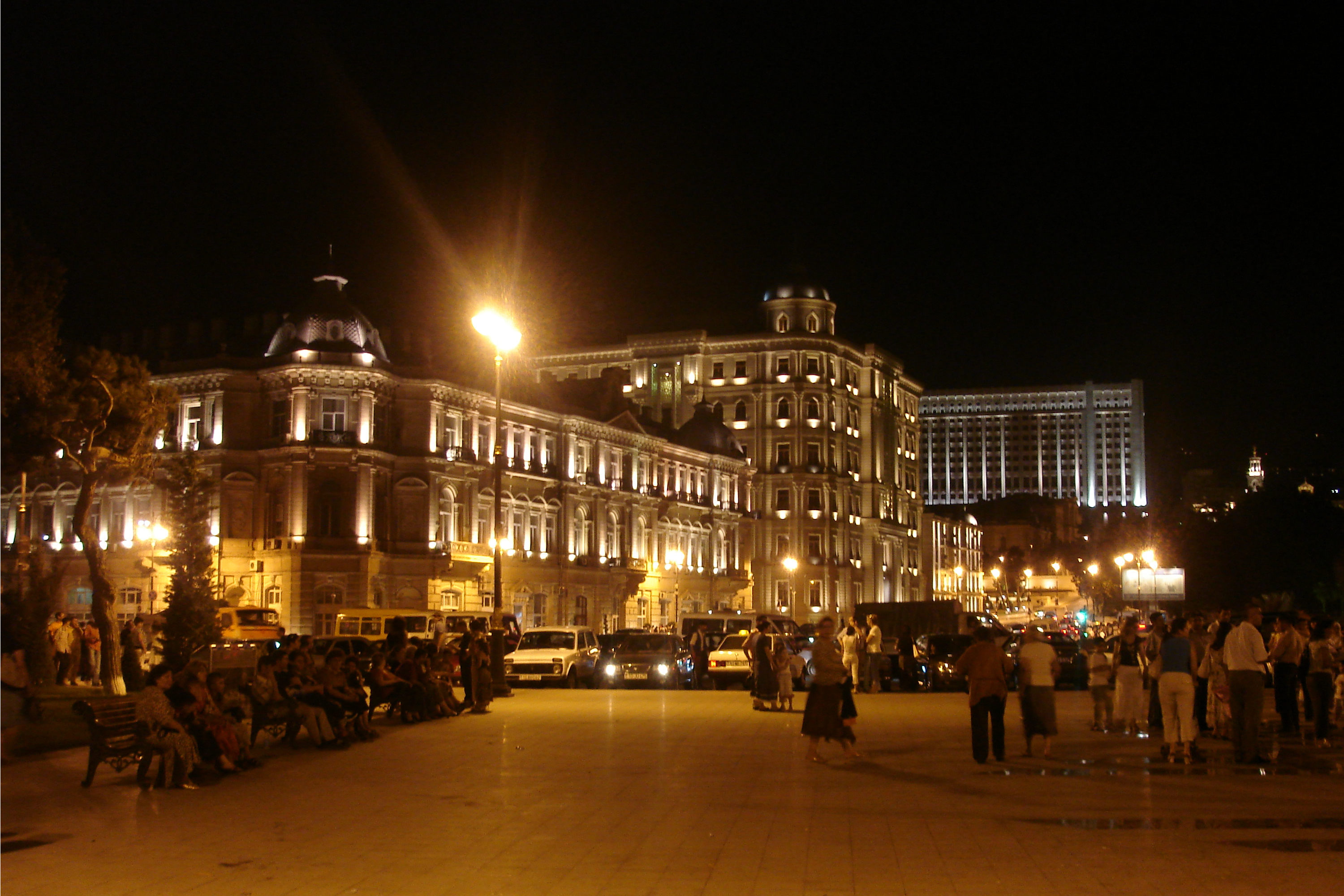
Het Azneftplein in het centrum van Bakoe, vernoemd naar het historische Azneft (= AzOil)

Na het verkrijgen van de onafhankelijkheid in 1991 werd Azerbeidzjan lid van het IMF, de Wereldbank, de Europese Bank voor Wederopbouw en Ontwikkeling, de Islamitische en de Aziatische Ontwikkelingsbanken.
In 1999 werd het initiatief genomen voor de oprichting van het State Oil Fund of Azerbaijan. Het is een sovereign wealth fund en wordt gevoed met inkomsten uit de olie- en gasindustrie. Het geld wordt hier belegd voor toekomstige generaties als de olie- en gasbronnen zijn uitgeput. Het fonds levert ook een belangrijke bijdrage aan de inkomsten van de Azerbeidzjaanse overheid en investeert een deel van het geld in infrastructurele werken en in sociaal-economische projecten.
Op 1 januari 2006 werd een nieuwe munt, de nieuwe Azerbeidzjaanse manat, ingevoerd om de langdurig hoge inflatie tegen te gaan. Hierdoor stabiliseerde de economie en bracht nieuwe hervormingen.
In 2008 werd Azerbeidzjan door de Wereldbank genoemd als een van de top-10 hervormers van het jaar.

### Energie-industrie

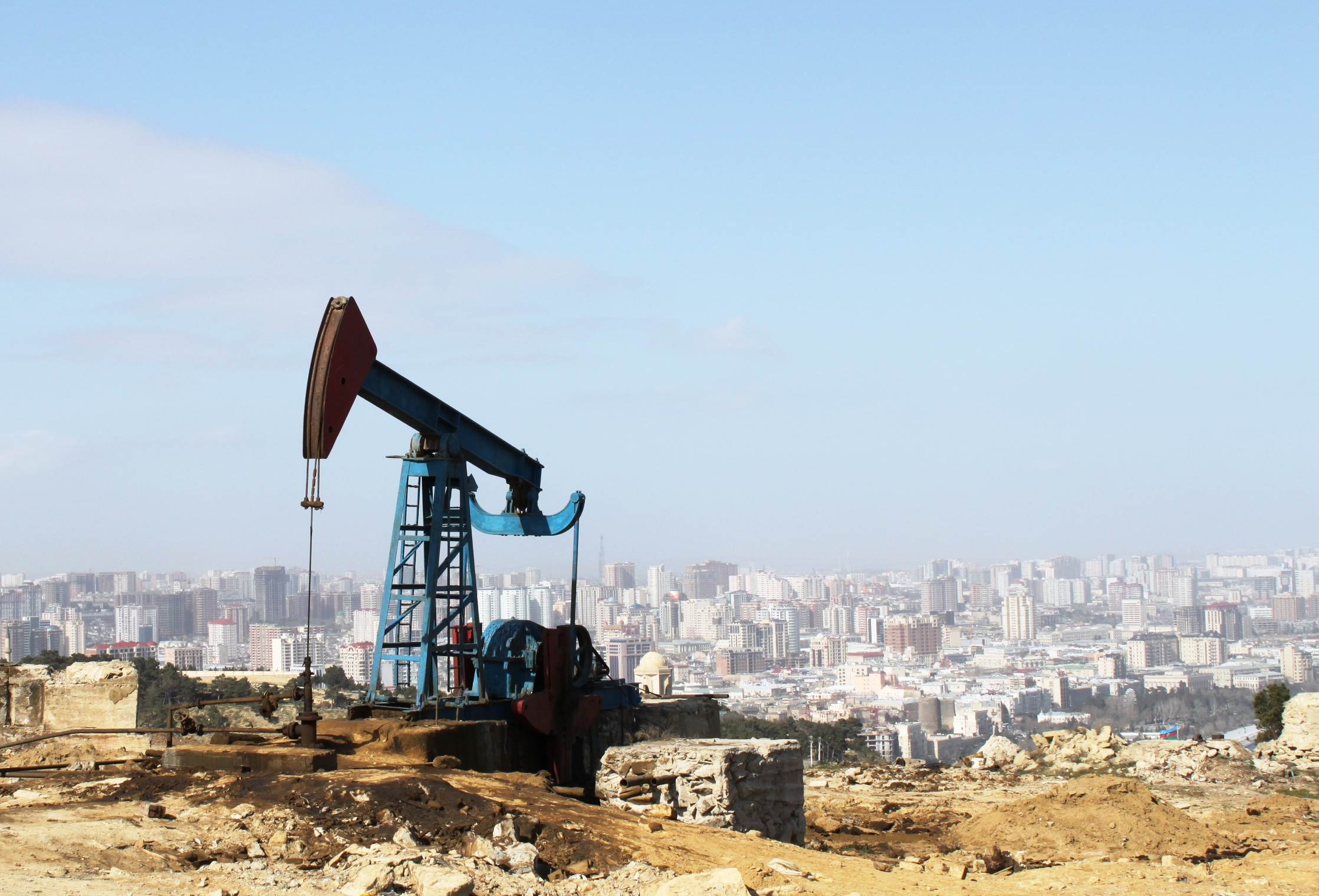
Een pompinstallatie voor de mechanische oliewinning aan de rand van Bakoe

Azerbeidzjan heeft grote natuurlijke olie- en gasvoorraden. Al in de oudheid was olie een bekend product en werd onder andere gebruikt voor zoroastrische riten en medische toepassingen. Marco Polo beschreef in 1264 de winning uit de oliebronnen in de omgeving van Bakoe. De belangrijkste olie- en gasvelden liggen in de Kaspische Zee.
In 1992 werd de State Oil Company of Azerbaijan Republic (SOCAR) (=Azərbaycan Respublikası Dövlət Neft Şirkəti) opgericht. In september 1994 werd een 30-jarig contract ondertekend tussen SOCAR en 13 oliemaatschappijen, waaronder BP, ExxonMobil, LUKoil en Statoil, om het offshoreolieveld Azeri-Chirag-Guneshli te exploiteren. Een tweede groot project is het Shah Deniz-gasveld, dat ook met buitenlandse hulp wordt geëxploiteerd. Azeriqaz, een dochtermaatschappij van SOCAR, is van plan om tegen 2021 de ontwikkeling van de aardgasindustrie van het land te hebben afgerond.
Het land wordt beschouwd als een van de belangrijkste plekken in de wereld voor olie-exploitatie en de ontwikkeling ervan. Door Azerbeidzjan lopen verschillende belangrijke pijpleidingen, die worden beschouwd als alternatief voor Russische energie voor Europa: de oliepijpen Bakoe-Tbilisi-Ceyhan en Bakoe-Soepsa en de Zuid-Kaukasusgaspijp die in Turkije aansluit op de trans-Anatolische pijplijn. Het milieu had in het verleden te kampen met grootschalige vervuiling door lekkende bronnen en pijpleidingen.
Het land is ook rijk aan andere grondstoffen, zoals: goud, zilver, ijzer, koper, titanium, chroom, mangaan, kobalt, molybdeen, gemengd erts en antimoon.

### Banksector
Het banksysteem van Azerbeidzjan bestaat uit de Centrale Bank van Azerbeidzjan, commerciële banken en niet-kredietverlenende instanties. De Centrale Bank werd in 1992 opgericht en is bevoegd om de wisselkoers van de nationale munt te reguleren en alle commerciële banken te controleren. Twee grote commerciële banken zijn de staatsbedrijven Internationale Bank van Azerbeidzjan en de Unibank.
Op 1 april 2010 waren er 47 instellingen en 631 bankkantoren in Azerbeidzjan. Een van de banken werd opgericht met deelname van het staatskapitaal, 23 banken werden opgericht door buitenlands kapitaal. Op dezelfde datum waren er 98 niet-kredietverlenende instanties actief.

### Landbouw
Aan het begin van 2007 was er 4.755.100 hectare landbouwareaal. In datzelfde jaar was de totale rijkdom aan houtbronnen gerekend op 136 miljoen m³. De agrarische wetenschappelijke onderzoeksinstituten van Azerbeidzjan zijn voornamelijk gericht op gras- en weilanden, tuinbouw en subtropische gewassen, groene groenten, wijnbouw, het verbouwen van katoengewassen en het gebruik van geneeskrachtige planten. In sommige delen van het land zijn de belangrijkste producten om te oogsten graan, aardappelen, suikerbieten, katoen, tabak, vee, zuivelproducten, wijn en gedistilleerde dranken. De Kaspische visserij-industrie concentreert zich op de slinkende voorraden van steur en beluga.
Sommige delen van producten die voorheen werden geïmporteerd worden tegenwoordig lokaal geproduceerd (onder hen zijn Coca-Cola door Coca Cola Bottelaars LTD, bier door Baki-Kastel, parket door Nehir en oliepijpleidingen door EUPEC-Pipe Coating Azerbeidzjan).

### Vervoer
Het land is internationaal verbonden voor goederenvervoer via de Internationale Noord-Zuid Transportcorridor, vanuit Rusland door Azerbeidzjan naar Bandar Abbas (Iran) en dan over zee naar Mumbai (India).

### Toerisme

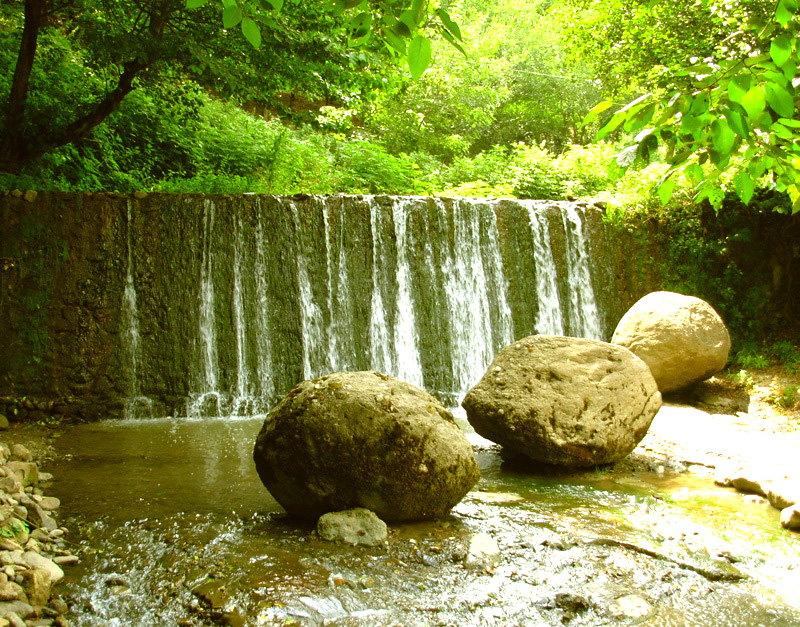
Waterval in Lerik

Het land kent natuurlijke en culturele attracties. Azerbeidzjan was een toeristische trekpleister in de jaren tachtig, maar wegens de oorlog in Nagorno-Karabach die in de jaren negentig uitbrak, werd het imago van Azerbeidzjan als toeristische bestemming zwaar beschadigd. Pas in het begin van de 21e eeuw begon de toeristische industrie zich te herstellen. Azerbeidzjan heeft ook bekendheid verworven om zijn religieuze, spa- en gezondheidszorgtoerisme.
De regering wil van toerisme een belangrijke sector maken van de Azerbeidzjaanse economie. Het Ministerie van Cultuur en Toerisme is verantwoordelijk voor de uitvoering van dit plan.
De belangrijkste toeristische attracties zijn de boulevard en oude stad van Bakoe, het Paleis van de Khan in Şəki, de vuurtempels op het schiereiland Abserion, het Nationaal park Shirvan en de groene bergen in het noorden van het land. De meeste toeristen komen uit Rusland, Turkije, Iran en India. Azerbaijan Airlines vliegt vanuit Bakoe op 17 buitenlandse bestemmingen.

### Corruptie
Volgens onderzoek van Transparency International staat het land in 2015 op een slechte plaats van de lijst van corrupte landen. Azerbeidzjan staat op nummer 119 van in totaal 167 landen die op de corruptielijst zijn opgenomen. In 2005 was het land een van de medeoprichters van het Extractive Industries Transparency Initiative (EITI), een internationale organisatie die streeft naar transparantie met betrekking tot de exploitatie van de natuurlijke rijkdommen van een land. In 2014 deed Human Rights Watch een oproep om het land tijdelijk uit de organisatie te zetten. Azerbeidzjan had diverse maatregelen genomen die het werk van niet-gouvernementele organisaties bemoeilijkten. In april 2015 werd het land daadwerkelijk teruggeplaatst naar de positie van kandidaat-lid omdat het niet meer voldeed aan alle eisen die aan een deelnemend land worden gesteld.

## Bevolking
Van de totale bevolking van ongeveer negen miljoen Azerbeidzjanen woonden er in april 2006 4,38 miljoen (= bijna 51%) in de stad en 4,06 miljoen (= ruim 49%) op het platteland. 51% van de totale bevolking was vrouwelijk. De sekseratio voor de totale bevolking in dat jaar was 0,94 mannen per vrouw.
De bevolkingsgroei bedroeg 0,66%/jaar in 2006, vergeleken met 1,14 % per jaar wereldwijde bevolkingsgroei. Een belangrijke beperkende factor voor de bevolkingsgroei is het hoge niveau van migratie, zoals de bijna drie miljoen geëmigreerde Azerbeidzjanen die in Rusland leven. In 2006 was er een migratie van −4.38 per duizend personen in Azerbeidzjan. Met 800.000 vluchtelingen en intern ontheemden herbergt Azerbeidzjan de grootste ontheemde bevolking in de regio. In 2006 had Azerbeidzjan het hoogste aantal ontheemden per hoofd van de bevolking in de wereld.
De hoogste morbiditeit in 2005 werd veroorzaakt door luchtwegaandoeningen (806,9 ziekten per 10.000 van de totale bevolking). In 2005 kwam de hoogste morbiditeit voor besmettelijke en parasitaire ziekten voort van influenza en acute infecties aan de luchtwegen (4168,2 per 100.000 inwoners). De gemiddelde levensverwachting bedraagt 66 jaar: 70,7 jaar voor vrouwen en 61,9 voor mannen in 2007.
De Azerbeidzjaanse diaspora is te vinden in 42 landen en er bestaan tientallen centra voor etnische minderheden in Azerbeidzjan, inclusief de Duitse culturele samenleving "Karelhaus", het Slavisch cultureel centrum, de Azerbeidzjaans-Israëlische gemeenschap, een Koerdisch cultureel centrum, de Internationale Vereniging Talysh, het Lezgisch nationaal centrum "Samur", de Azerbeidzjaans-Tataarse gemeenschap, de samenleving van Krim-Tataren, enzovoorts. De etnische samenstelling van de bevolking volgens de volkstelling van 2009: 91,6% Azerbeidzjanen, 2,0% Lezgiërs, 1,3% Russen, 1,3% Armeniërs (Bijna alle Armeniërs wonen in de regio Nagorno-Karabach), 1,3% Talysh, 0,6% Avaren, 0,4% Turken, 0,3% Wolga-Tataren, 0,3% Oekraïners, 0,1% Tsachoeriërs, 0,1 % Georgiërs, 0,1% Koerden, 0,13% Taten, 0,1% Joden, 0,04% Oedi, andere 0,2%. Veel Russen verlieten Azerbeidzjan in de jaren negentig. Volgens de volkstelling van 1989 woonden er 392.000 etnische Russen in Azerbeidzjan, of 5,6% van de bevolking. Volgens diezelfde volkstelling woonden in 1989 ongeveer 390.000 Armeniërs in Azerbeidzjan.
De Azerbeidzjanen vormen de grootste minderheid in Iran. Het CIA World Factbook schat dat Azerbeidzjanen bijna 16 miljoen, oftewel 24%, uitmaken van de bevolking van Iran.

### Religie

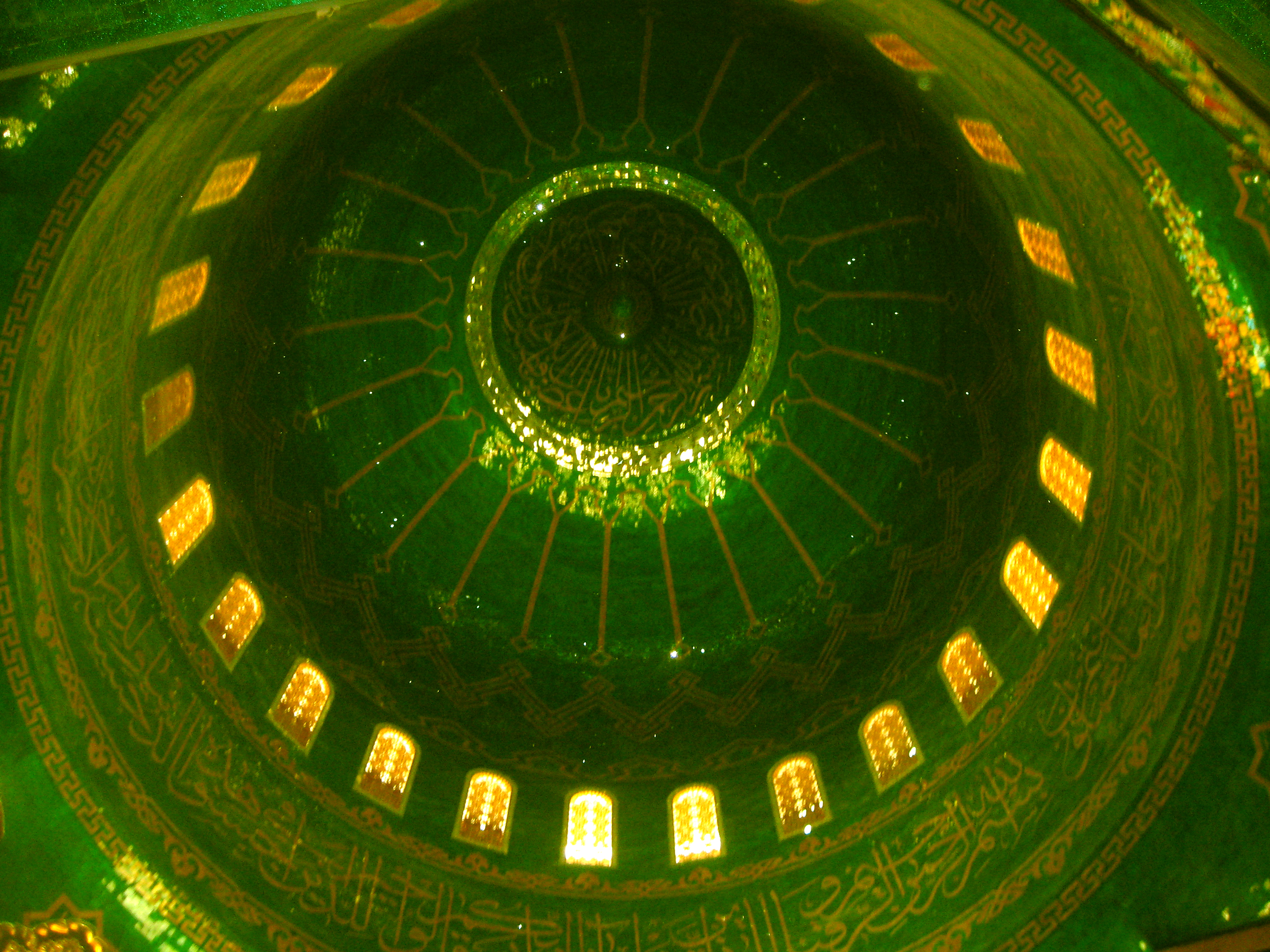
Koepel van de 13e-eeuwse Bibi-Heybat Moskee: deze werd naar verluidt gebouwd boven het graf van een afstammeling van de profeet Mohammed

In de grondwet van Azerbeidzjan wordt in principe godsdienstvrijheid gegarandeerd. Azerbeidzjan heeft geen staatsreligie. Op 1 januari 2011 trad een nieuwe wet op de religieuze vrijheid in werking, die onder andere religieuze bijeenkomsten verbiedt die niet officieel bij de overheid zijn geregistreerd.
Ongeveer 93% van de bevolking is moslim. De meeste Russen en Armeniërs zijn christenen.
De meeste moslims, ongeveer 85% van de totale bevolking, zijn sjiitisch. Alleen een klein deel van de bevolking volgt de islamitische regels, zoals vaste gebeden, vasten tijdens de ramadan of het zich onthouden van varkensvlees. Ook de hoofddoek voor vrouwen wordt niet algemeen gedragen. In Bakoe staat een standbeeld van de eerste vrouw die haar hoofddoek vrijwillig aflegde. De meerderheid van de Azerbeidzjanen is sjiitisch. Sjiisme is een minderheid in de islam. Azerbeidzjan heeft na Iran het hoogste sjiitische percentage qua bevolking ter wereld.
De Russische en Georgische orthodoxe kerken en de Armeens-Apostolische Kerk (alleen in de regio Nagorno-Karabach), zijn de religieuze minderheden in Azerbeidzjan. Van de ongeveer 9000 Oedi wonen er 8500 in Azerbeidzjan. De Oedi bekeerden zich tot het christendom in de 5e tot 8e eeuw na Christus. De Katholieke Kerk werd na de val van het communisme weer hersteld met de komst van een Poolse priester in 1997 en de oprichting van een missiegebied sui iuris in 2000. Op uitnodiging van president Heydər Əliyev bezocht Johannes Paulus II op 22 en 23 mei 2002 Azerbeidzjan ondanks zijn verzwakte gezondheid. Ter gelegenheid van dit bezoek stelde president Əliyev een stuk grond in Bakoe ter beschikking om er opnieuw een kerk te kunnen bouwen.
Er wonen ongeveer 30.000 Joden in Azerbeidzjan, van wie ongeveer 20.000 in Quba. Het land is naast Turkije en Jordanië een van de weinige landen met een islamitische meerderheid die er vriendschappelijke betrekkingen met Israël op nahouden.
Het zoroastrisme heeft een lange geschiedenis in Azerbeidzjan, wat blijkt uit plaatsen zoals de Vuurtempel van Bakoe of ceremonies zoals Noroez, en dit samen met het Manicheïsme.

### Taal
De officiële taal is het Azerbeidzjaans, dat behoort tot de Ogoezische tak van de Turkse taalfamilie. Het wordt gesproken in het zuidwesten van Azië, vooral in Azerbeidzjan en Iraans Azerbeidzjan. Het Azerbeidzjaans is nauw verwant aan het Turks, Qashqai en Turkmeens.
Hoewel Azerbeidzjaans (ook wel Azeri genoemd) de meest gesproken taal is in het land, wordt de taal ook door ongeveer een kwart van de bevolking van Iran gesproken. Daarnaast zijn er 13 andere talen in het land. Sommige van deze talen worden alleen in zeer kleine gemeenschappen gesproken, andere spelen een grotere rol. Het is een Turkse taal die behoort tot de Altaïsche familie en is onderling verstaanbaar met Turks en Gagaoezisch. De taal wordt sinds 1991 geschreven met een gemodificeerd Latijns alfabet, maar werd in het Arabisch alfabet geschreven tot 1929. Van 1929 tot 1939 werd het Azerbeidzjaans geschreven in het uniform Turks alfabet ingevoerd door Atatürk. Tijdens de periode als socialistische sovjetrepubliek van 1939 tot 1991 werd het geschreven in het Cyrillisch alfabet.
De Azerbeidzjaanse taal is verdeeld in twee varianten: het Noord- en Zuid-Azerbeidzjaans en een groot aantal dialecten. Turkse Khalaj, Qashqa'i, en Salchuq worden door sommigen erkend als afzonderlijke talen in de Azerbeidzjaanse taalgroep.
Het Azerbeidzjaans diende als een lingua franca in de meeste delen van de Zuidelijke Kaukasus (met uitzondering van de Zwarte Zeekust), in het zuiden van Dagestan, Oost-Turkije en Iraans Azerbeidzjan van de 16e eeuw tot het begin van de 20e eeuw.

### Onderwijs en gezondheidszorg
De meerderheid van de bevolking van Azerbeidzjan is hoogopgeleid, met name in wetenschappelijke en technische faculteiten. Ondanks het feit dat het alfabet driemaal werd gewijzigd tussen 1920 en 1930, van Perzisch-Arabisch alfabet naar het Latijns en later naar het Cyrillisch, was er in de Sovjetperiode een enorme toename in het opleidingsniveau en de alfabetisering van het volk. Het alfabetisme in het land bedroeg volgens de Sovjetgegevens 100 procent (van leeftijd 9 tot 49) in 1970. Volgens een rapport uit 2009 van het Ontwikkelingsprogramma van de Verenigde Naties bedraagt de alfabetiseringsgraad er 99,5 procent. Na de onafhankelijkheid is Azerbeidzjan teruggegaan naar het Latijns alfabet.
De gezondheidszorg in Azerbeidzjan is grotendeels gebaseerd op het gezondheidszorgsysteem van de voormalige Sovjet-Unie. In 1993 had het land niet de middelen om de nodige hervormingen door te voeren. Pas in 2008 zijn er aanzienlijke hervormingen doorgevoerd, waardoor het aantal mensen onder de armoedegrens daalde van 67 procent tot slechts 9 procent in 2011.

## Cultuur

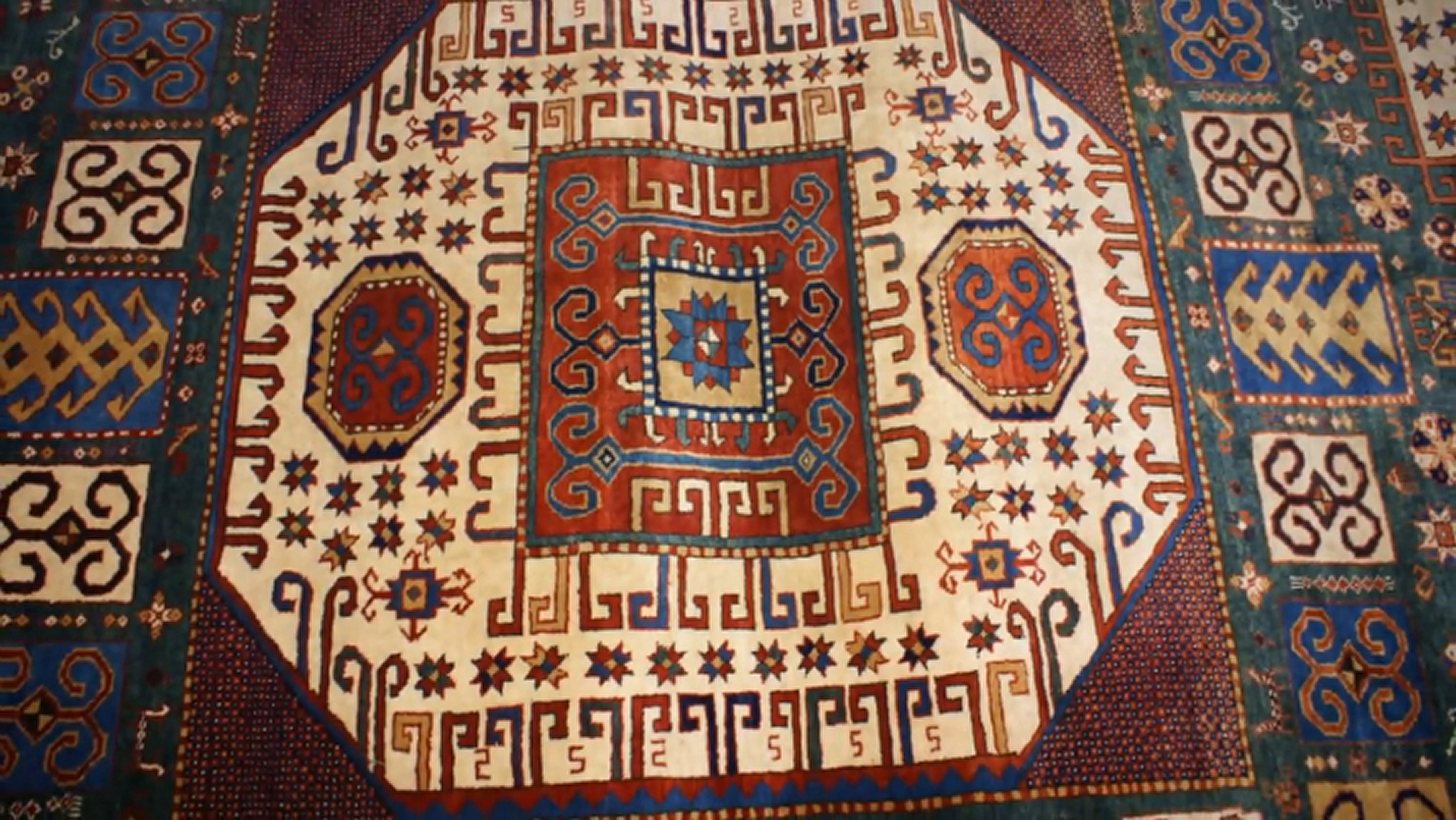
Het Azerbeidzjaanse tapijt is een UNESCO-meesterwerk van Immaterieel Erfgoed van de Mensheid.

De Azerbeidzjaanse cultuur is altijd onderhevig geweest aan verschillende etnische invloeden. Azerbeidzjaanse nationale en traditionele jurken zijn de chokha en papakhi. Er zijn radio-uitzendingen in het Russisch, Armeens, Georgisch, Koerdisch, Lezgisch en de Talyshtalen, die worden gefinancierd uit de staatsbegroting. Sommige lokale radiozenders in Balaken en Khachmaz organiseren uitzendingen in het Avaars en het Tats. In Bakoe verschijnen verschillende kranten in het Russisch, Koerdisch (Dengi Koerd), Lezgisch (Samur) en Talyshtalen. De Joodse samenleving in Azerbeidzjan ("Sokhnut") publiceert de krant Aziz.

### Muziek en volksdansen

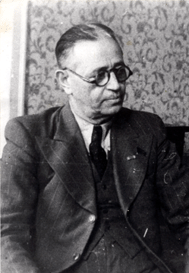
Uzeyir Hajibeyov mengde traditioneel Azerbeidzjaanse muziek met westerse stijlen in het begin van de 20e eeuw.

De geschiedenis van de traditionele volksmuziek van Azerbeidzjan beslaat een periode van meer dan 1000 jaar. Al eeuwenlang heeft Azerbeidzjaanse muziek zich ontwikkeld onder de monodie. Hieruit kwamen ritmisch variërende melodieën voort. Azerbeidzjaanse muziek is in te delen als een vertakt systeem, waar chromatiek van grote en kleine noten van groot muzikaal belang is. Onder de traditionele Azerbeidzjaanse muziekinstrumenten zijn er veertien snaarinstrumenten, acht percussie-instrumenten en zes blaasinstrumenten.
De bekendste vormen van Azerbeidzjaanse traditionele volksmuziek zijn mugham, meykhana en ashiq.
Mugham is meestal een suite met poëzie en instrumentale intermezzo's. Mugham komt voort uit maqam. Bij het uitvoeren van mugham uiten de zangers hun emoties in de zang en de muziek. Alim Qasimov wordt beschouwd als een van de vijf beste mughamzangers aller tijden. In tegenstelling met de mugham tradities van Centraal-Aziatische landen, is het Azerbeidzjaanse mugham vrijer van vorm en minder stijf. Het is vaak vergeleken met de improvisatie in jazz. De UNESCO heeft de Azerbeidzjaanse mugham uitgeroepen tot een Meesterwerk van het Orale en Immateriële Erfgoed van de Mensheid.
Meykhana is traditionele Azerbeidzjaanse volksmuziek. Meykhana onderscheidt zich van andere traditionele muziek door verschillende mensen die improviseren rond een bepaald thema. Het is vergelijkbaar met rapmuziek. De bekendste uitvoerder en grondlegger is Əliağa Vahid.
Ashiq combineert poëzie, verhalen, dans, vocale en instrumentale muziek in een traditionele kunst. Ashiq staat symbool voor de Azerbeidzjaanse cultuur. Een ashiq is vergelijkbaar met een mystieke troubadour, die zingt en zich begeleidt op het saz-instrument. Deze traditie heeft zich vanuit de Sjamanistische filosofie van de oude Turkse volkeren ontwikkeld. Ashiq muziek is semigeïmproviseerd rond een gemeenschappelijk thema. "Azerbeidzjaanse ashiq kunst" is in 2009 door de UNESCO uitgeroepen tot meesterwerk van het orale en immateriële erfgoed van de mensheid. De bekendste uitvoerder is Ashig Alasgar.
Er zijn tientallen verschillende Azerbeidzjaanse volksdansen bekend. Die worden voornamelijk op officiële feestdagen uitgevoerd, de bekendste is noroez. De dansers dragen traditionele kleding, zoals de chokha. De meeste vormen van traditionele Azerbeidzjaans volksdansen hebben een zeer snel ritme. Een traditionele dans draagt vaak de kenmerken uit van het Azerbeidzjaanse volk.
Azerbeidzjan won het Eurovisiesongfestival 2011 en heeft in 2012 het Eurovisiesongfestival zelf georganiseerd. Zweden won deze editie.

### Architectuur
Azerbeidzjaanse architectuur combineert typische elementen van Oost en West. Vele oude architecturale schatten, zoals de Maagdentoren en het Paleis van de Shirvanshah in Bakoe, overleven in het moderne Azerbeidzjan. Op de lijst van het Werelderfgoed van UNESCO staan drie cultuurerfgoederen en op de voorlopige lijst negen:
- het cultuurlandschap en rotskunst van Gobustan[187]
- de ommuurde stad van Bakoe met het paleis van de Shirvanshah en de Maagdentoren[188]
- het oude centrum van de stad Şəki en het paleis van de khans[189]
- de Vuurtempel van Bakoe
- het Mausoleum van Momine Khatun
- het Nationaal park Hirkan
- het Binagadi-natuurmonument
- de moddervulkaan Lok-Batan
- de berg Bakoe Stage
- de Kaspische kustverdedigingsconstructies
- het architectonisch en historisch reservaat Shusha
- het architectonisch en historisch reservaat Ordubad

Andere architecturale schatten zijn de vierhoekige kastelen in Mardakan, Yukhary Chardaglar, een aantal bruggen over de rivier de Aras en verscheidene mausolea. In de 19e en het begin van de 20e eeuw werd er buiten Bakoe weinig monumentale architectuur gecreëerd, door de sterk gestegen winning van olie en gas zijn er in de eerste twee decennia van de 20e eeuw in de hoofdstad echter wel veel luxe woningen en publieke voorzieningen gebouwd zoals treinstations en theaters. Deze gebouwen vertonen, hoewel onder Russisch bestuur gebouwd, veel gelijkenis met gelijktijdige Jong-Turkse architectuur; grote monumentale Jugendstilgevels in natuursteen zijn niet zeldzaam in Bakoe. Onder de recentste architecturale monumenten staan de metrostations in Bakoe bekend om hun uitbundig decor. Sinds de olie- en gasexport in de 21e eeuw weer goed op gang is gekomen verschijnen overal in de hoofdstad nieuwe torenflats, hotels en winkelcentra. Een modern staaltje van architectuur toont de metro van Bakoe.

### Cinematografie

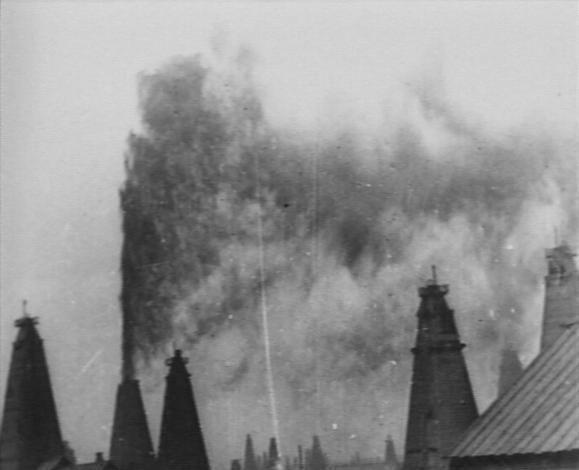
Een scène uit 'The Oil Gush in Balakhany' (1898), een van de eerste films ooit geproduceerd en geregisseerd door pionier Alexander Mishon

Het begin van de filmindustrie in Azerbeidzjan dateert uit 1898. Azerbeidzjan was een van de eerste landen die actief waren in de cinematografie. In 1919 werd een documentaire gefilmd om het Jubileum van Democratische Republiek Azerbeidzjan te vieren. Deze werd op de onafhankelijkheidsdag van Azerbeidzjan, 28 mei, gefilmd en voor het eerst getoond in diverse theaters in Bakoe. Na de Sovjetovername van Azerbeidzjan in 1920 werd door het Revolutionaire Comité van Azerbeidzjan de Azerbeidzjaanse filmindustrie genationaliseerd. Vervolgens werd ook Azerbeidzjaanse animatie opgericht.
In 1991, nadat het land onafhankelijk was geworden, werd voor het eerst het Bakoe International Film Festival gehouden in de hoofdstad. In december 2000 riep voormalige president Heydər Əliyev 2 augustus uit tot de feestdag van de Azerbeidzjaanse film. Tegenwoordig zijn Azerbeidzjaanse filmmakers de filmindustrie aan het heropbouwen.
Er zijn drie staatszenders: AzTV, Idman TV en Medeniyyet TV. Voor de rest ook nog een openbaar kanaal, Ictimai TV, en zeven privézenders: ANS TV, Space TV, Lider TV, Azad Azerbeidzjan TV, Xazar TV, Azerbaijan International en MTV Azerbeidzjan.

### Volkskunst en tradities

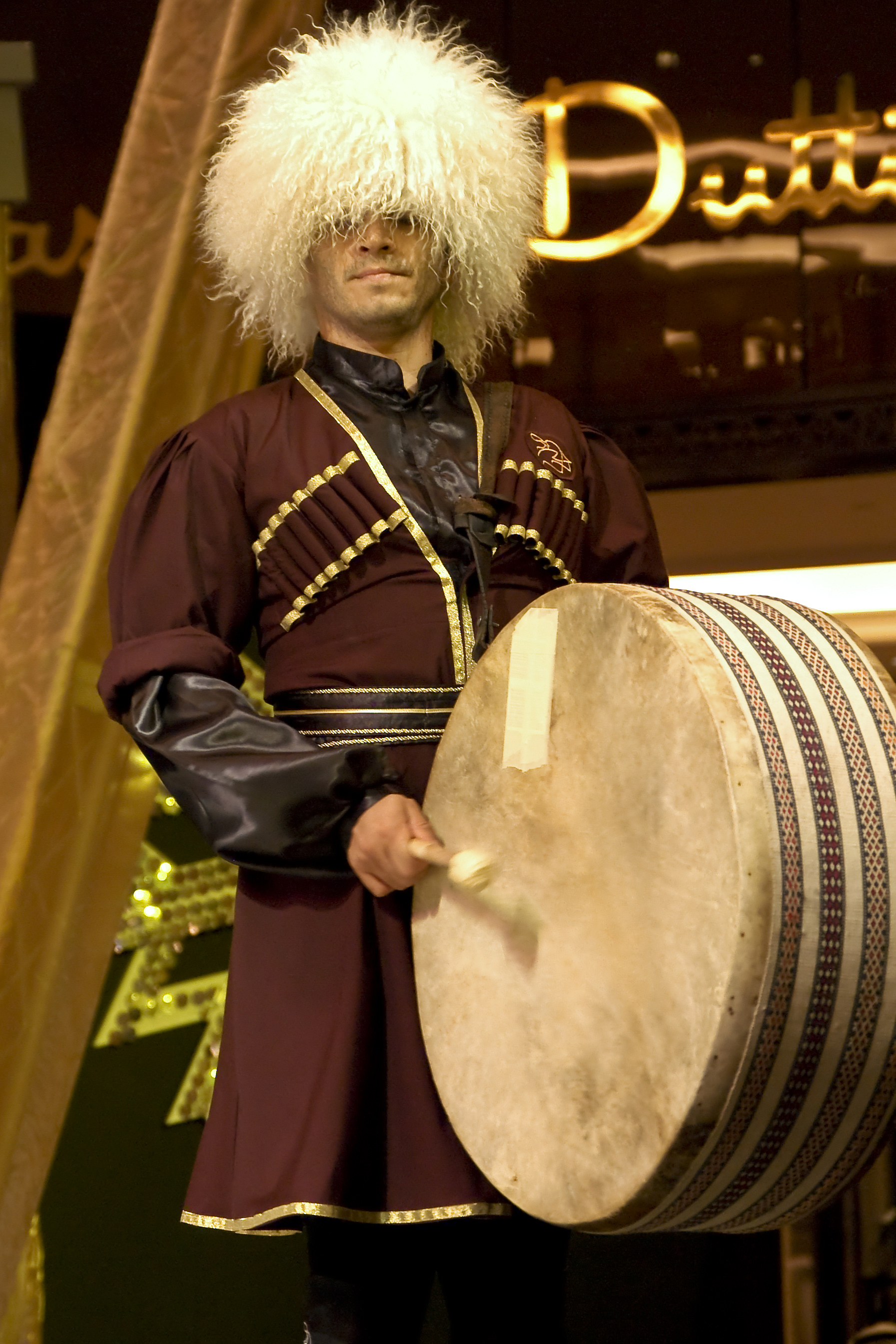
Traditionele Azerbeidzjaanse kleding en muziekinstrumenten

Azerbeidzjanen hebben een rijke cultuur en een deel daarvan valt onder volkskunst, vooral ambachtskunst. Deze vorm van decoratieve en toegepaste kunst wordt vertegenwoordigd door een breed scala aan ambachten, zoals juwelier, bewerken van metaal, hout en steen. Vervolgens valt onder de ambachtskunst ook het weven van patronen in tapijten. De Azerbeidzjaanse tapijt is een traditionele handgemaakte textiel van verschillende afmetingen. Het land heeft een groot aantal verschillende vormen van tapijten. Iedere regio in Azerbeidzjan heeft haar eigen kenmerkende textuur en patronen. In november 2010 riep de UNESCO het Azerbeidzjaanse tapijt uit tot een meesterwerk van immaterieel erfgoed door de UNESCO. Azerbeidzjan is sinds de oudheid een centrum geweest voor een grote verscheidenheid aan ambachten. De archeologische opgraving op het grondgebied van Azerbeidzjan getuigt van de goed ontwikkelde de landbouw, veeteelt, metaalbewerking, aardewerk, keramiek, en tapijten waarvan sommige dateren van het 2e millennium v.Chr. Azerbeidzjaanse tapijten kunnen gecategoriseerd worden onder verschillende grote groepen en een veelheid aan subgroepen. Het wetenschappelijk onderzoek van de Azerbeidzjaanse tapijt is verbonden met de naam van Latif Kerimov, een vooraanstaand wetenschapper en kunstenaar. Het was zijn kwalificatie dat de vier grote groepen van de tapijten in verband met de vier geografische zones van Azerbeidzjan: Guba-Shirvan, Ganja-Kazachse, Karabach en Tabriz.
Azerbeidzjaanse mythen onthullen vaak de heldhaftigheid en de wijsheid van de mens. Voorbeelden zijn de heldendichten van Koroglu, Dede Qorqud, Asli en Kerem. Het verhaal van Köroǧlu (letterlijk de zoon van de blinde) begint met het verlies van zijn vaders zicht. De feodale heer Hasan Khan maakte zijn stalknecht Ali Kişi blind door zijn ogen uit te rukken.

### Sport

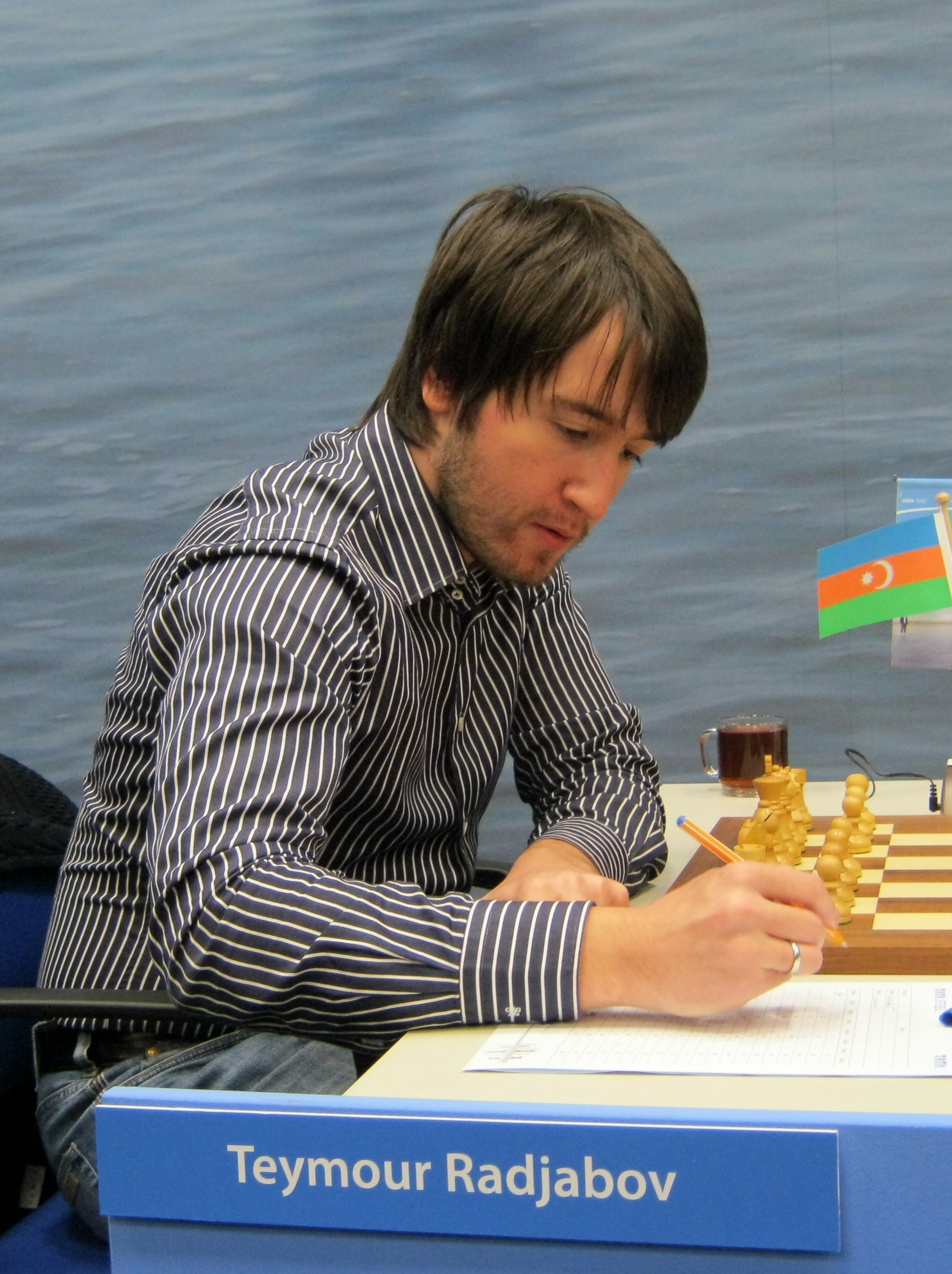
Teimour Radjabov werd in 2001 grootmeester, destijds de jongste ooit.

De populairste sport in Azerbeidzjan is voetbal. De Azerbeidzjaanse voetbalbond is lid van de UEFA. De verrichtingen van het Azerbeidzjaans voetbalelftal worden met belangstelling gevolgd, evenals de competitie en de Azerbeidzjaanse voetbalbeker.
Azerbeidzjan heeft ook enkele beroemde atleten voortgebracht zoals Ramil Guliyev en Hayle Ibrahimov. De volleybalsters Valeriya Korotenko en Natalya Mammadova genieten eveneens internationale bekendheid.
De nationale sport is worstelen. Bekende Azerbeidzjaanse worstelaars zijn Namig Abdullayev, Rovshan Bayramov, Farid Mansurov, Vitaliy Rahimov, Khetag Gazyumov en de vrouw Mariya Stadnik. Ze hebben samen zeven olympische medailles behaald.
Azerbeidzjan heeft ook vechtsporters in andere disciplines, zoals de karateka Rafael Aghayev, de judoka's Elnur Mammadli en Movlud Miraliyev, de K-1-vechter Zabit Samedov en de boksers Vugar Alakbarov, Fuad Aslanov, Shahin Imranov en Aghasi Mammadov.
Ook heel populair in Azerbeidzjan is schaken, waarin het uitblinkt. Azerbeidzjan heeft vele internationale schaaktoernooien en -competities georganiseerd en werd in 2009 Europees kampioen. Bekende schakers uit Azerbeidzjan zijn onder andere Garri Kasparov,
Vladimir Makogonov, Teimour Radjabov, Shakhriyar Mamedyarov, Vugar Gashimov en Zeinab Mamedyarova.
De denksport backgammon geniet ook een aanzienlijke populariteit onder de lokale bevolking. In Azerbeidzjan speelt men naast de standaardversie ook een aangepaste vorm van backgammon; deze staat bekend als Nards.
Van 12 tot 28 juni 2015 werden in Bakoe de Europese Spelen 2015 gehouden. Dit waren de eerste Europese Spelen.